# Liste der Biografien/Bes
Liste der Biografien |
Portal Biografien |
Personensuche
# |
A |
B |
C |
D |
E |
F |
G |
H |
I |
J |
K |
L |
M |
N |
O |
P |
Q |
R |
S |
T |
U |
V |
W |
X |
Y |
Z |
?
 
Ba |
Be |
Bd |
Bg |
Bh |
Bi |
Bj |
Bl |
Bm |
Bn |
Bo |
Br |
Bs |
Bu |
Bw |
By |
Bz
 
Bea–Beb |
Bec |
Bed |
Bee |
Bef |
Beg |
Beh |
Bei |
Bej |
Bek |
Bel |
Bem |
Ben |
Beo |
Bep |
Beq |
Ber |
Bes |
Bet |
Beu |
Bev |
Bew |
Bex |
Bey |
Bez
Die Liste der Biografien führt alle Personen auf, die in der deutschsprachigen Wikipedia einen Artikel haben. Dieses ist eine Teilliste mit 618 Einträgen von Personen, deren Namen mit den Buchstaben „Bes“ beginnt.

## Bes
- Bes Ginesta, Cristina (* 1977), spanische Skibergsteigerin
- Bes Ginesta, Jordi (* 1975), spanischer Skibergsteiger
- Bes, Annemieke (* 1978), niederländische Seglerin
- Bès, Daniel R. (1931–2023), argentinischer Physiker

### Besa
- Besa (* 1986), albanische Pop- und R&B-Sängerin
- Besa, Susanne (* 1994), deutsche Volleyballspielerin
- Besairie, Henri (1898–1978), französischer Geologe
- Besancenot, Olivier (* 1974), französischer Politiker
- Besançon, Alain (1932–2023), französischer Historiker
- Besançon, Fernand (1897–1956), französischer Offizier, Generalleutnant
- Besand, Anja (* 1971), deutsche Sozial- und Erziehungswissenschaftlerin
- Besanko, Barry (* 1956), australischer Sprinter und Australian-Football-Spieler
- Besanko, Peter (* 1955), australischer Radrennfahrer
- Besant, Annie (1847–1933), britische Frauenrechtlerin, Theosophin und AutorinAnnie Besant (1847–1933)

Annie Besant (1847–1933)

- Besant, Walter (1836–1901), englischer Sozialreformer und Schriftsteller
- Besant-Scott, Mabel (1870–1952), englische Theosophin, Rosenkreuzerin und Freimaurerin
- Besanzoni, Gabriella (1888–1962), italienische Opernsängerin
- Besara, Nahir (* 1991), türkisch-schwedischer Fußballspieler
- Besard, Jean-Baptiste, französischer Jurist, Lautenist und Komponist
- Besasso, Federico (* 1977), argentinischer Handballspieler

### Besb
- Besbes, Azza (* 1990), tunesische Säbelfechterin
- Besbes, Moncef (1949–2021), tunesischer Handballspieler
- Besborodko, Alexander Andrejewitsch (1747–1799), russischer Staatsmann, zuletzt Kanzler
- Besborodko, Ilja Andrejewitsch (1756–1815), russischer Politiker, General, Senator und Außenminister
- Besborodowa, Jelena Anatoljewna (* 1962), sowjetisch-russische Bildhauerin

### Besc
- Bescapè, Attilio (1910–1975), italienischer Gewichtheber
- Besch, Alexander (* 1955), deutscher Fußballspieler
- Besch, Bibi (1942–1996), österreichisch-amerikanische Schauspielerin
- Besch, Christian (* 1979), deutscher Produzent, Keyboarder, Songwriter, Musical Director, Hochschuldozent und Business-Trainer
- Besch, François (* 1963), luxemburgischer Fotograf und Künstler
- Besch, Friedrich (* 1934), deutscher Jurist, Verwaltungsbeamter und Politiker (SPD)
- Besch, Günter (1904–1999), deutscher evangelischer Theologe
- Besch, Hans Eckart (* 1931), deutscher Pianist und Hochschullehrer
- Besch, Johann Christoph (1937–2011), deutscher Beamter und Politiker (CDU), MdB
- Besch, Markus († 1592), deutscher Benediktiner, Administrator von Kloster Mallersdorf und Abt von Kloster Metten
- Besch, Nicolas (* 1984), französischer Eishockeyspieler
- Besch, Otto (1885–1966), deutscher Komponist und Musikkritiker
- Besch, Werner (* 1928), deutscher Germanist, Sprachwissenschaftler
- Beschanizki, Nikolai Stefanowitsch (1859–1919), russisch-orthodoxer Priester und Märtyrer
- Bescharati, Ali Mohammad (* 1945), iranischer Politiker
- Besche-Krastl, Ina (* 1986), deutsche Politikerin (Bündnis 90/Die Grünen), MdL
- Bescherelle, Louis-Nicolas (1802–1883), französischer Romanist, Grammatiker und Lexikograf
- Beschi, Eduard von (1848–1916), österreichischer Offizier und Naturwissenschaftler
- Beschi, Francesco (* 1951), italienischer Geistlicher, römisch-katholischer Bischof
- Beschi, Paolo (* 1953), italienischer Cellist
- Beschkow, Anastas (1896–1964), bulgarischer Wirtschaftsgeograph
- Beschkow, Ilija (1901–1958), bulgarischer Künstler
- Beschkow, Iwan (1896–1945), bulgarischer Politiker
- Beschnitt, Eberhard (1933–2011), deutscher Wirtschaftspolitiker (SED) in der DDR
- Beschoren, Bernhard (1898–1982), deutscher Geologe
- Beschoren, Max (1847–1887), deutscher Geograph
- Beschorner, Alexander Markus (1823–1896), österreichischer Unternehmer
- Beschorner, Alexander Mathias (1856–1935), österreichischer Sargfabrikant
- Beschorner, Alfred (1880–1950), deutscher Amtshauptmann und Landrat
- Beschorner, Andreas (* 1963), deutscher klassischer Philologe, Journalist und Publizist
- Beschorner, Hans (1872–1956), deutscher Archivar und Historiker
- Beschorner, Julius Herrmann (1811–1886), deutscher Jurist und Autor
- Beschorner, Jürgen (* 1956), deutscher Jurist und Professor
- Beschorner, Lieselott (1927–2024), österreichische Malerin, Zeichnerin, Keramikerin und Textilkünstlerin
- Beschorner, Oscar Hermann (1843–1904), deutscher Mediziner
- Beschort, Friedrich Jonas (1767–1846), Sänger (Tenor) und Schauspieler
- Bescht, Volker (* 1951), deutscher Offizier und Brigadegeneral
- Beschuaschwili, Gela (* 1967), georgischer parteiloser Politiker
- Beschütz, Lucie (1889–1926), deutsche Malerin
- Bescond, Anaïs (* 1987), französische BiathletinAnaïs Bescond (* 1987)

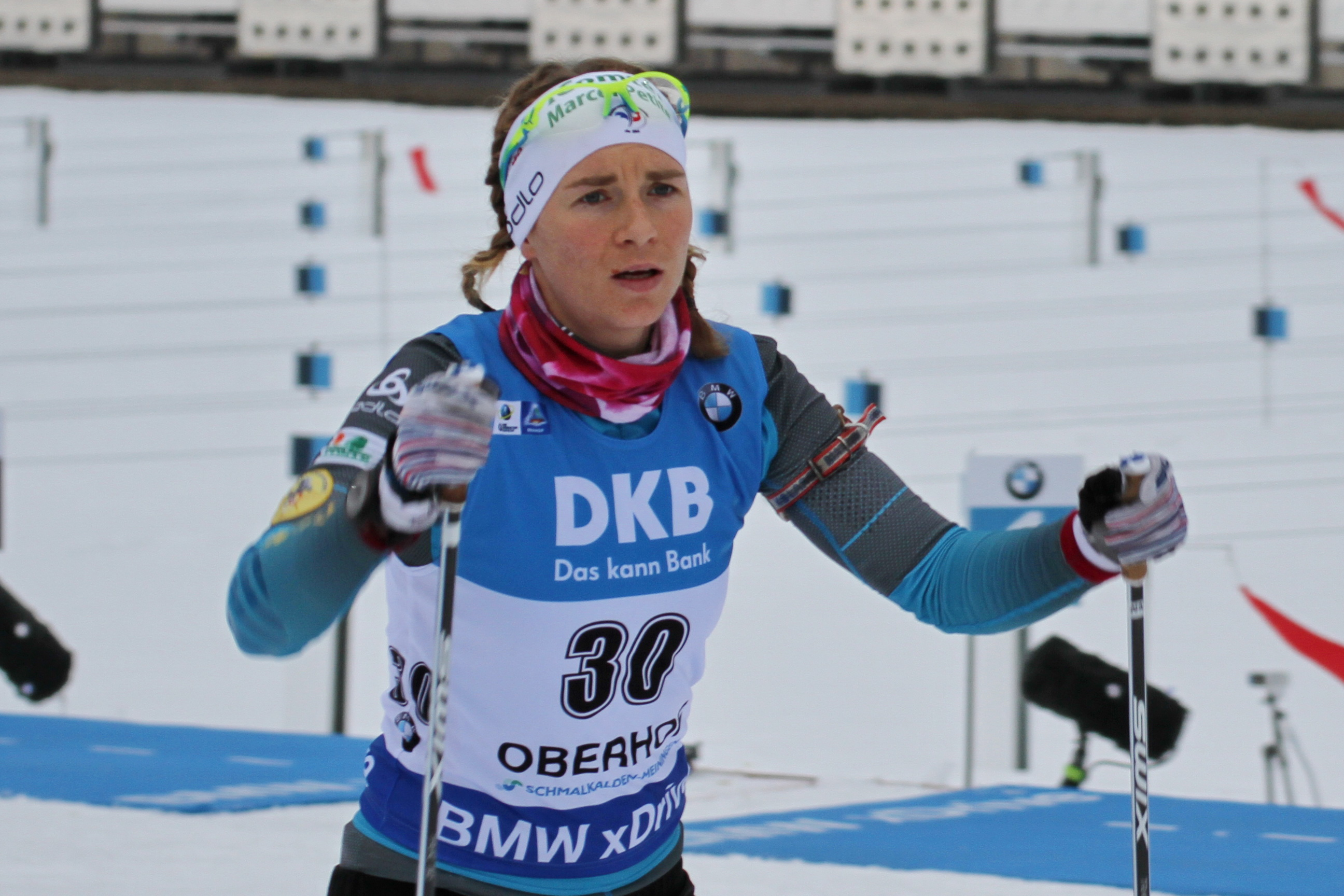
Anaïs Bescond (* 1987)

- Bescond, Jérémy (* 1991), französischer Radrennfahrer
- Bescond, Yves (1924–2018), französischer Geistlicher und Weihbischof in Meaux

### Besd
- Besdudny, Juri Wassiljewitsch (* 1969), russischer Politiker und Staatsmann

### Bese
- Bese, Barnabás (* 1994), ungarischer Fußballspieler
- Besedes, Noémi (* 1980), Schweizer Schauspielerin und Model
- Besek, Dražen (* 1963), kroatischer Fußballspieler und -trainer
- Beseke, Bernd († 1536), deutscher Tuchhändler und Vogt auf der Insel Neuwerk
- Beseke, Johann Melchior (1746–1802), deutscher Ornithologe
- Besekirski, Wassili Wassiljewitsch (1835–1919), russischer Geiger, Komponist, Dirigent und Musikpädagoge
- Beseler, Barthold Christian (1789–1821), deutscher Glockengießer
- Beseler, Barthold Heinrich Michael (1812–1895), deutscher Glockengießer und Eichmeister
- Beseler, Barthold Jonas der Ältere (1721–1803), deutscher Kleinschmied und Glockengießer
- Beseler, Barthold Jonas der Jüngere (1764–1814), deutscher Schlossermeister und Glockengießer
- Beseler, Cay Hartwig (1765–1818), königlich dänischer Kammerrat und Deichinspektor
- Beseler, Georg (1809–1888), deutscher Jurist und Politiker, MdR
- Beseler, Gerhard von (1878–1947), deutscher Jurist und Hochschullehrer
- Beseler, Hans von (1850–1921), preußischer Generaloberst und Politiker der Wilhelminischen ZeitHans von Beseler (1850–1921)

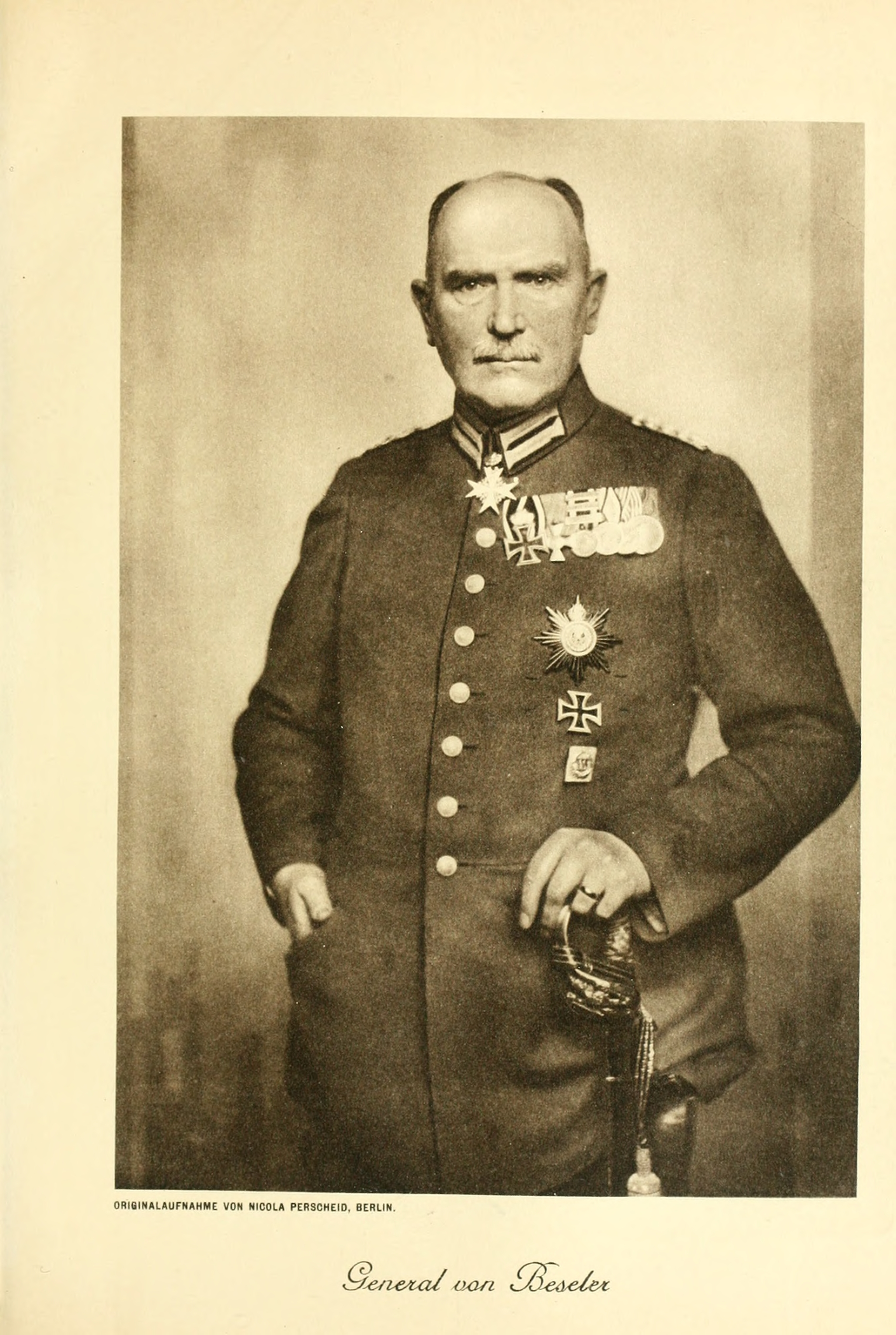
Hans von Beseler (1850–1921)

- Beseler, Hartwig (1920–2005), deutscher Landeskonservator
- Beseler, Horst (1925–2020), deutscher Schriftsteller
- Beseler, Jakob Friedrich (1790–1876), deutscher Glockengießer
- Beseler, Max von (1841–1921), preußischer Staats- und Justizminister, Kronsyndikus, Mitglied des Preußischen Herrenhauses
- Beseler, Otto (1841–1915), deutscher Landwirt und Pflanzenzüchter
- Beseler, Wilhelm (1806–1884), schleswig-holsteinischer Politiker
- Beselienė, Vida (* 1956), sowjetische Basketballspielerin
- Beselin, Anna, deutsche Textilrestauratorin
- Beselin, Johann Joachim (1661–1718), deutscher Jurist und Erster Bürgermeister von Rostock
- Beselin, Valentin (1628–1684), deutscher Kaufmann und Senator in Rostock
- Beselin, Valentin Johann (1693–1755), deutscher Jurist und Bürgermeister von Rostock
- Besemann, Adolf (1806–1867), deutscher Maler
- Besemann, Christian Andreas (1760–1818), deutscher Zeichner, Kupferstecher und Maler
- Besemann, Friedrich (1796–1854), deutscher Maler, Zeichner, Radierer und Lithograf
- Besemer, Wolfgang (1953–2014), deutscher Konzertveranstalter und Geschäftsführer der Hannover Concerts
- Besemfelder, Oscar (1893–1965), deutscher Lautenist und Sänger
- Besen, Andreas († 1715), deutscher Zimmermeister und Architekt
- Bešen, Lucija (* 1998), kroatische Handballspielerin
- Besen, Ümit (* 1956), türkischer Schauspieler, Sänger der arabesken Musik und FernsehmoderatorÜmit Besen (* 1956)

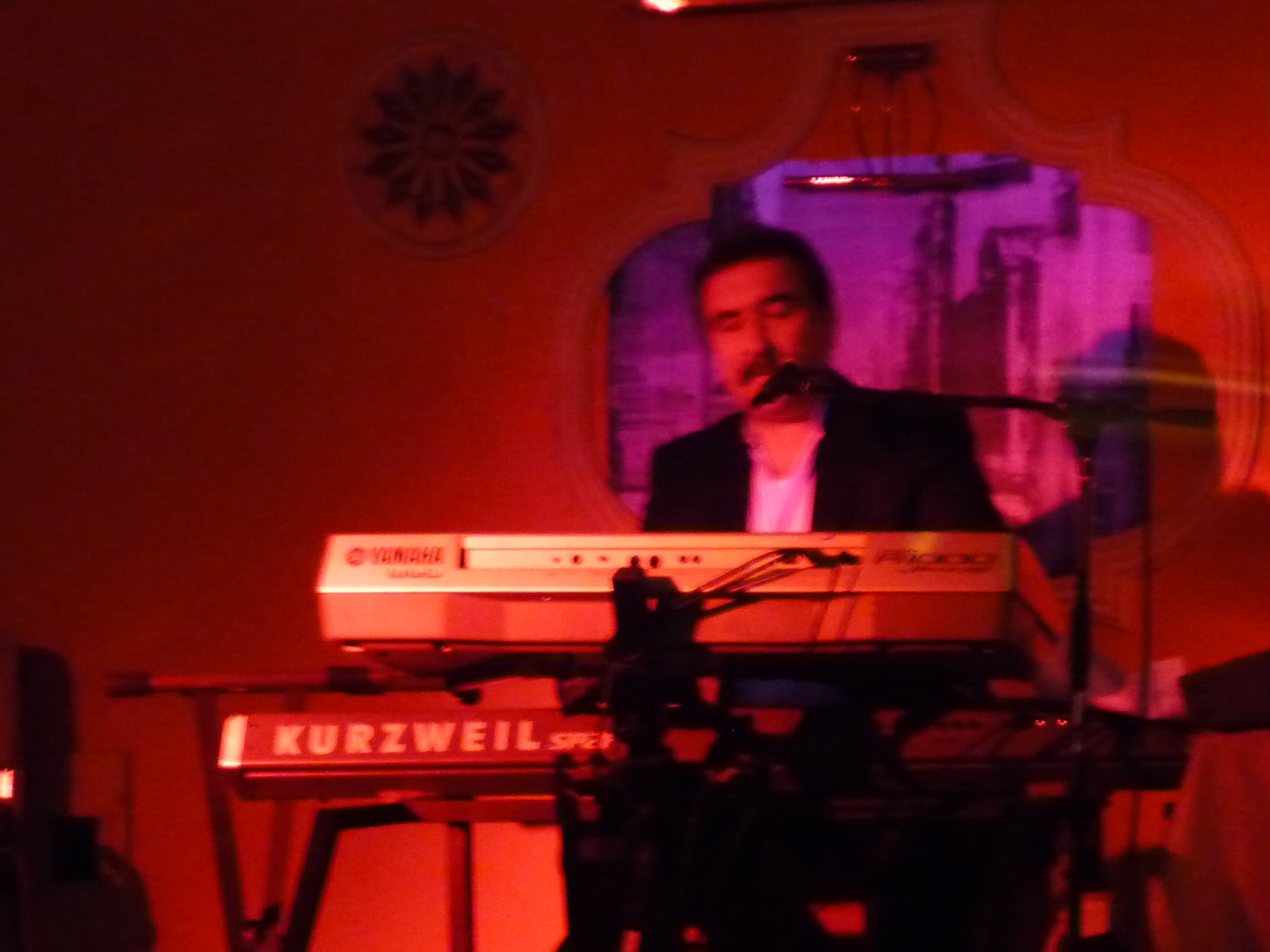
Ümit Besen (* 1956)

- Besen, Wayne (* 1970), US-amerikanischer Rechtsanwalt, LGBT-Aktivist
- Besenbeck, Georg (1731–1762), deutscher evangelischer Geistlicher und Pädagoge
- Besenbeck, Markus (1974–2025), deutscher Betriebswirt und Hochschullehrer (Unternehmensführung und Marketing)
- Besenböck, Tobias (* 2002), deutscher Volleyballspieler
- Besenböck, Wolfgang (* 1964), deutsch-österreichischer Volleyballspieler
- Besenbruch, Walter (1907–2003), deutscher Philosoph, Hochschullehrer und Widerstandskämpfer gegen den Nationalsozialismus
- Besendahl, Maria (1901–1983), deutsche Schauspielerin
- Besener, Willi (1894–1960), deutscher Eisenbahner und Generaldirektor der Hauptverwaltung der Deutschen Reichsbahn
- Besenfelder, Günter (1939–2021), deutscher Gewerkschafter und Lehrer
- Besenfelder, Ottmar (1908–1994), deutscher Architekt
- Besenhard, Jürgen Otto (1944–2006), deutscher Chemiker
- Besenlehner, Bernd (* 1986), österreichischer Fußballspieler
- Besenstielräuber (* 1952), deutscher Bankräuber
- Besenval, Johann Viktor II. († 1736), Militärperson und Diplomat
- Besenval, Peter Joseph († 1736), Schweizer Politiker, Ratsherr
- Besenval, Peter Viktor von (1721–1791), Schweizer Militär in französischen Diensten
- Besenyei, Péter (* 1956), ungarischer KunstflugpilotPéter Besenyei (* 1956)

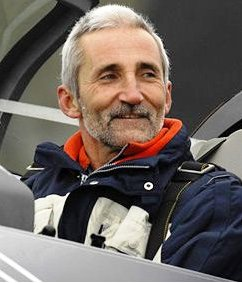
Péter Besenyei (* 1956)

- Besenyődi, Petra (* 2006), ungarische Sprinterin
- Beşerler, Ali Eren (* 1975), türkischer Fußballspieler und Trainer
- Beşerler, Zeynep (* 1979), türkische Schauspielerin
- Beševliev, Veselin (1900–1992), bulgarischer Klassischer Philologe

### Besf
- Besfamilnaja, Nadeschda Wiktorowna (* 1950), sowjetische Sprinterin
- Besford, John (1911–1993), britischer Schwimmer

### Besg
- Besgen, Achim (* 1924), deutscher katholischer Priester
- Besgen, Annette (* 1958), deutsche Künstlerin
- Besgen, Inge, deutsche Künstlerin und Fotografin
- Besgen, Sarah Maria (* 1979), deutsche SchauspielerinSarah Maria Besgen (* 1979)

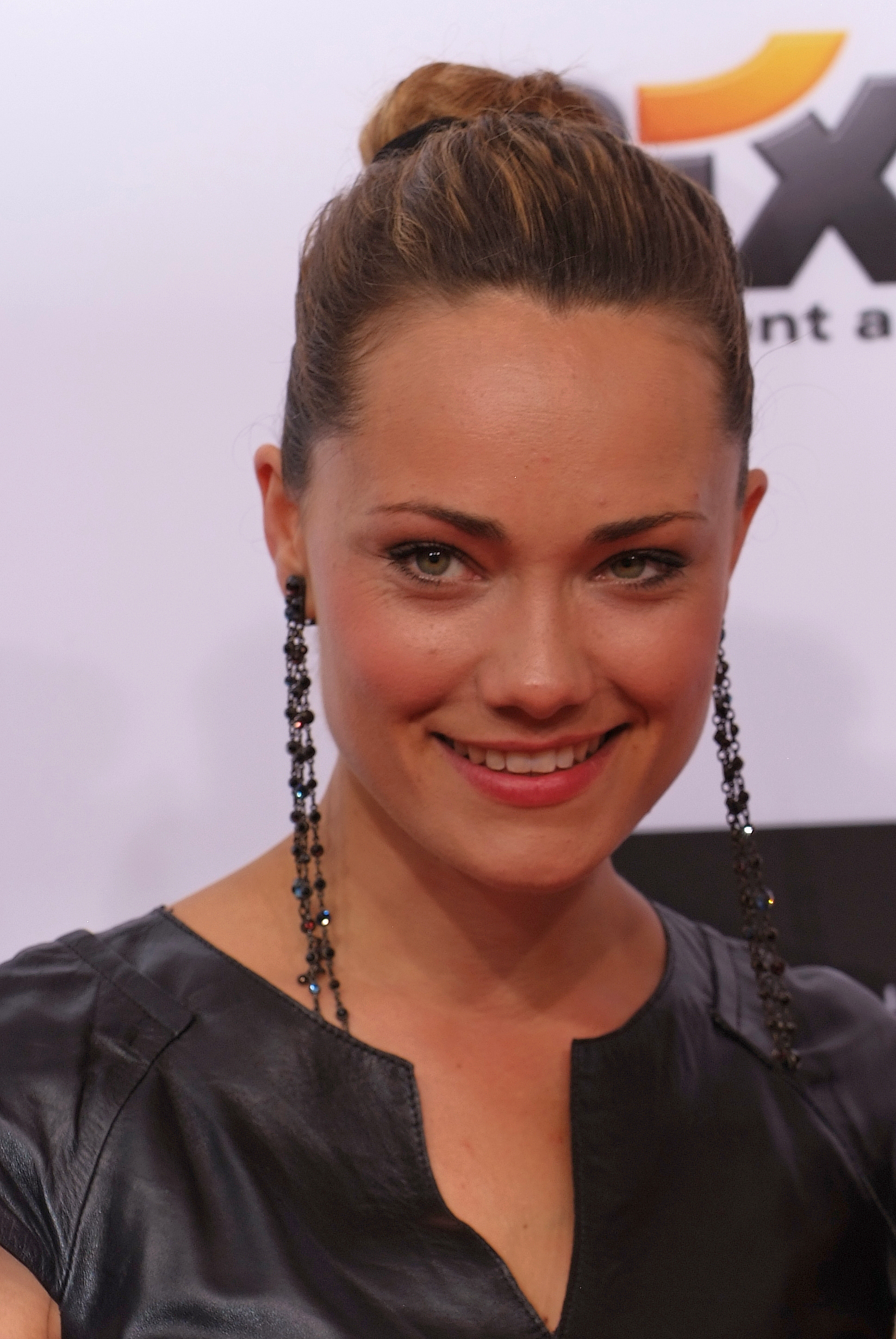
Sarah Maria Besgen (* 1979)

- Besgen, Walter, deutscher Fußballspieler

### Besh
- Beshara, Khairy (* 1947), ägyptischer Regisseur
- Besharah, Angela (* 1977), kanadische Schauspielerin, Synchronsprecher und Filmschaffende
- Beshay, Jon, US-amerikanischer Jazzmusiker (Saxophon)
- Beshear, Andy (* 1977), amerikanischer Politiker (Demokratische Partei)
- Beshear, Steve (* 1944), US-amerikanischer Politiker
- Besher, Alexander (* 1951), US-amerikanischer Science-Fiction-Autor und Journalist
- Beshiktashlian, Nshan (1898–1972), armenischer Dichter, Romanautor und Satiriker
- Beshir, Jessica, mexikanisch-äthiopische Filmemacherin, Produzentin und Kamerafrau
- Beshlin, Earl Hanley (1870–1971), US-amerikanischer Politiker

### Besi
- Besiakov, Ben (* 1956), dänischer Jazzmusiker (Piano, Keyboard)
- Bešić, Alen (* 1975), serbischer Literaturkritiker, Übersetzer und Dichter
- Bešić, Muhamed (* 1992), bosnisch-herzegowinischer FußballspielerMuhamed Bešić (* 1992)

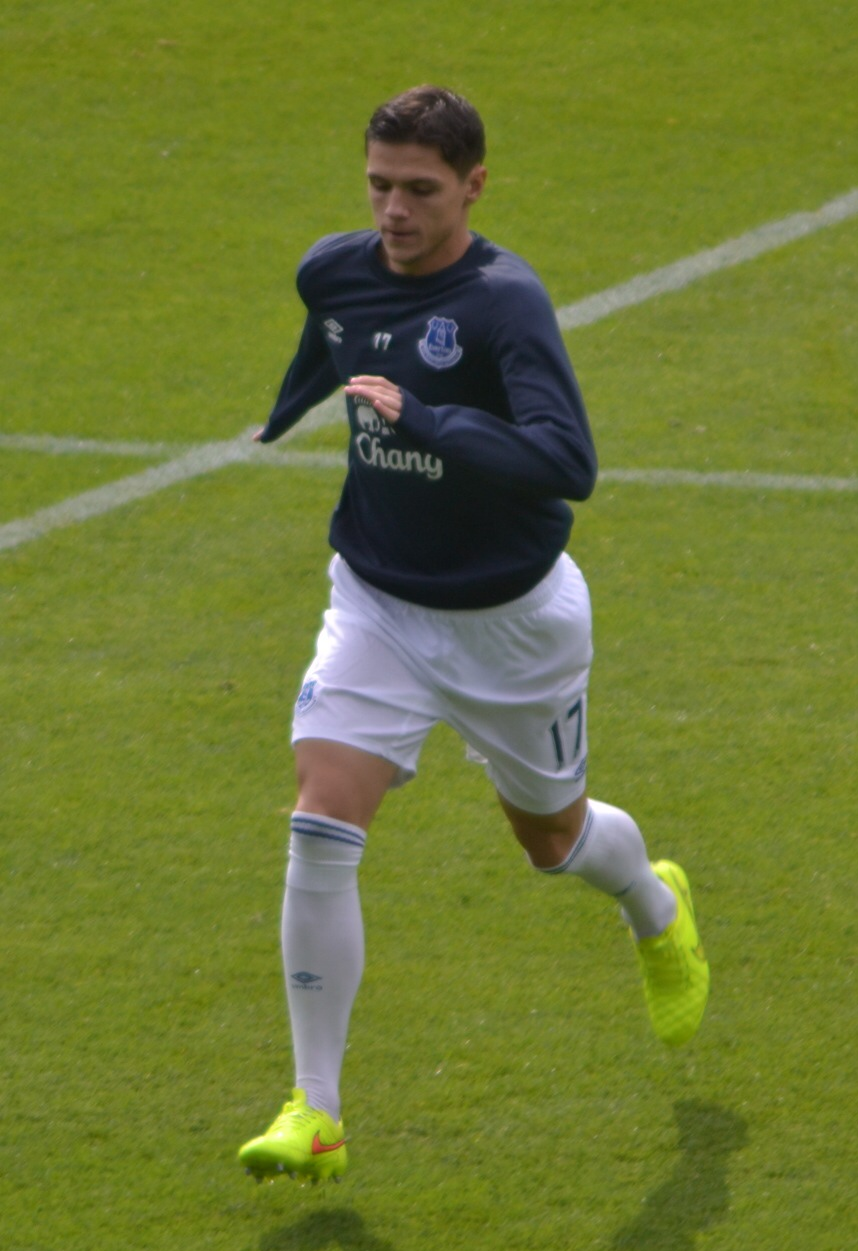
Muhamed Bešić (* 1992)

- Besic-Molzberger, Nicole (* 1974), deutsche Politikerin (Bündnis 90/Die Grünen), MdL
- Besier, Gerhard (* 1947), deutscher evangelischer Theologe, Historiker und Politiker (Die Linke), MdL
- Besig, Hans (1908–1965), deutscher Klassischer Archäologe und Gymnasiallehrer
- Besig, Hans-Peter (* 1949), deutscher Cellist
- Besig, Walter (1869–1950), deutscher Maler
- Besigye, Kizza (* 1956), ugandischer Politiker, Oppositionsführer von Uganda
- Beşikçi, İsmail (* 1939), türkischer Soziologe und Schriftsteller
- Besikowitsch, Abram Samoilowitsch (1891–1970), britischer Mathematiker karäisch-russischer Herkunft
- Besio, Alessio (* 2004), Schweizer Fussballspieler
- Besio, Cristina, deutsche Soziologin
- Besio, Remo (1940–2016), Schweizer Direktor des Swiss Science Center Technorama
- Besir, Muhammet (* 1997), türkischer Fußballspieler
- Beširević, Malik (* 1972), deutscher Handballspieler und -trainer
- Besirov, Andy (* 1975), deutscher Filmproduzent
- Besius Betuinianus Gaius Marius Memmius Sabinus, Publius, römischer Offizier (Kaiserzeit)

### Besj
- Besjajew, Igor Iwanowitsch (1922–1993), sowjetischer Schauspieler und Synchronsprecher

### Besk
- Beskau, Matthäus († 1533), deutscher katholischer Theologe und Rechtswissenschaftler
- Beske, Fritz (1922–2020), deutscher Arzt, Gesundheitspolitiker und Politikberater
- Besken, Ulrich (* 1967), deutscher Boxer
- Beskiba, Joseph (1792–1863), österreichischer Mathematiker, Vizedirektor des polytechnischen Instituts
- Beskorowany, Tyler (* 1990), kanadischer Eishockeytorwart
- Beskos, Daniel (* 1977), deutscher Verleger, Literaturveranstalter und Übersetzer
- Beskow, Bo (1906–1989), schwedischer Künstler und Autor
- Beskow, Elisabeth (1870–1928), schwedische Schriftstellerin
- Beskow, Elsa (1874–1953), schwedische Kinderbuchautorin, Malerin und IllustratorinElsa Beskow (1874–1953)

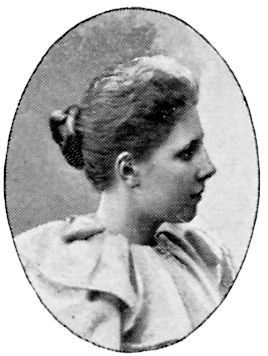
Elsa Beskow (1874–1953)

- Beskow, Gustaf Emanuel (1834–1899), schwedischer Pfarrer, Pädagoge und Reichstagsabgeordneter
- Beskow, Katarina (1867–1939), schwedische Schachspielerin
- Beskow, Konstantin Iwanowitsch (1920–2006), sowjetischer und russischer Fußballspieler und Fußballtrainer
- Beskow-Heerberger, Eugenie (1867–1955), schwedische Kinderbuchautorin und Illustratorin
- Beşköylü, Adem (* 1980), türkischer Sänger und Musiker
- Beskrowny, Michail Stepanowitsch (1840–1898), russischer Schachspieler

### Besl
- Besl, Hubert (* 1959), deutscher Fußballspieler
- Beslac, Nikola (1950–2005), kroatischer Handballspieler und -trainer
- Beslagic, Amar (* 2000), österreichischer Fußballspieler
- Bešlagič, Elvis (1973–2013), slowenischer Eishockeyspieler und -trainer
- Bešlagić, Selim (* 1942), bosnischer Kommunalpolitiker, Bürgermeister von Tuzla
- Besle, Stéphane (* 1984), französischer Fußballspieler
- Besler, Basilius (1561–1629), deutscher Arzt, Botaniker und Verleger
- Besler, Dietrich (* 1919), deutscher LPG-Vorsitzender und Parteifunktionär (DBD, SED), MdV
- Besler, Igor Nikolajewitsch (* 1965), militärischer Anführer der international nicht-anerkannten Volksrepublik Donezk
- Besler, Matt (* 1987), US-amerikanischer Fußballspieler
- Besler, Max (* 1853), deutscher Schulmann, Pädagoge und Regionalhistoriker Lothringens
- Besler, Mehmet (* 1984), türkischer Fußballspieler
- Besler, Samuel (1574–1625), deutscher Komponist
- Besler, Walter (1929–2020), österreichischer Lehrer und Geologe
- Besley, Timothy (* 1960), britischer Wirtschaftswissenschaftler
- Bešlić, Domagoj (* 1990), kroatischer Fußballspieler
- Bešlić, Halid (* 1953), bosnischer Folk-SängerHalid Bešlić (* 1953)

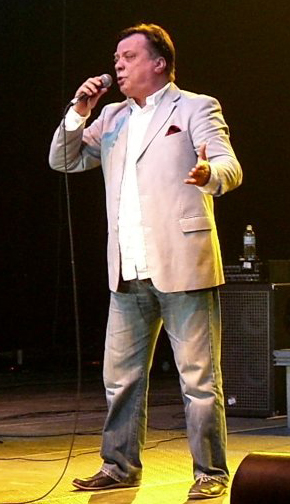
Halid Bešlić (* 1953)

- Beslmeisl, Christel (1940–2024), deutsche Gewerkschafterin und Senatorin (Bayern)

### Besm
- Besmaternych, Konstantin Alexejewitsch (* 1988), russischer Eiskunstläufer
- Besmenow, Juri Alexandrowitsch (1939–1993), sowjetischer Journalist der Presseagentur RIA Novosti (APN) und ein ehemaliger Informant des Auslandsnachrichtendienstes PGU und KGB

### Besn
- Besnainou, Pierre (* 1955), tunesisch-französischer Unternehmer
- Besnard, Albert (1849–1934), französischer Maler
- Besnard, Anton Franz (1814–1885), deutscher Mediziner, Botaniker und Mineraloge
- Besnard, Benjamin (* 1992), Schweizer Fussballspieler
- Besnard, Éric (* 1964), französischer Filmregisseur und DrehbuchautorÉric Besnard (* 1964)

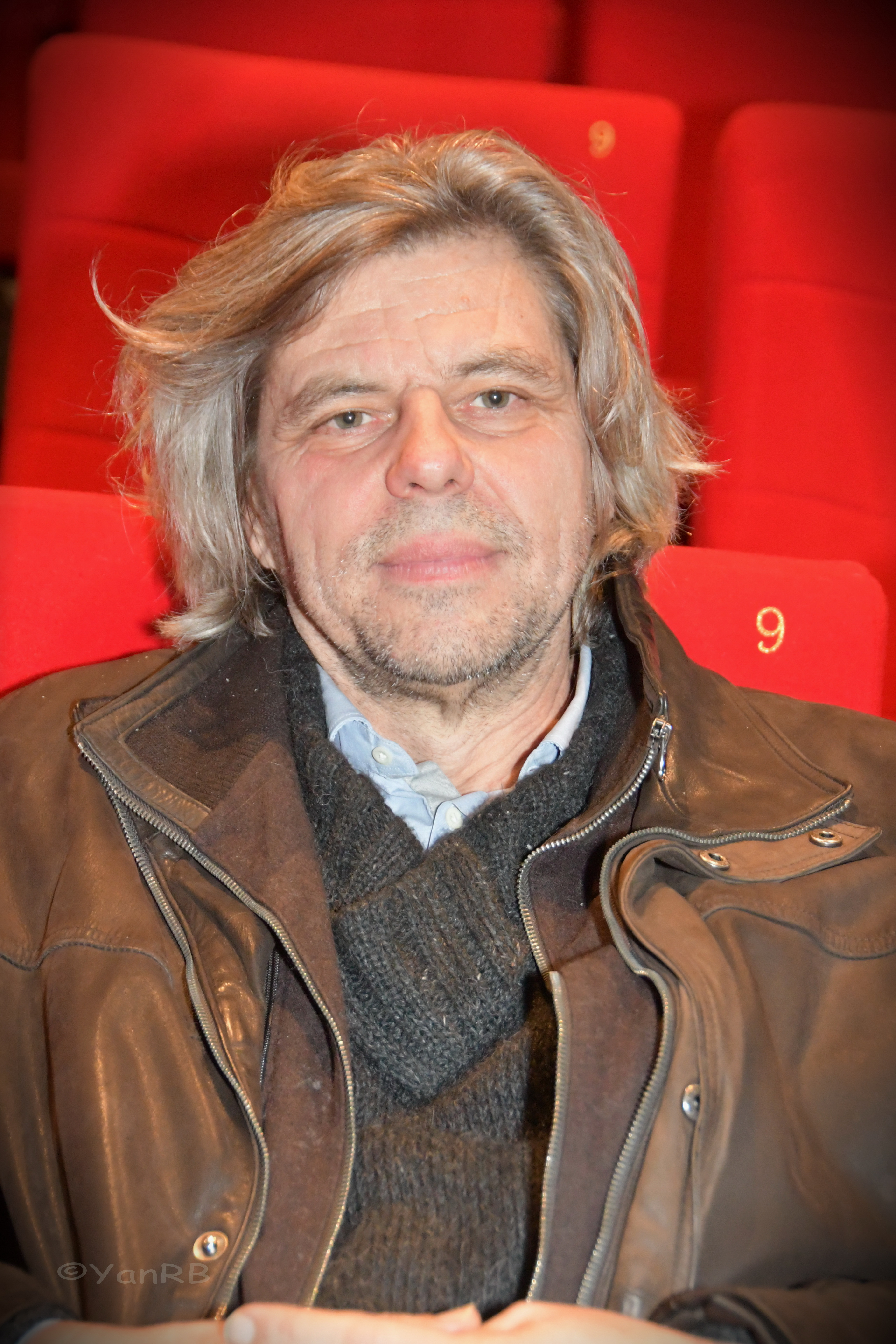
Éric Besnard (* 1964)

- Besnard, Franz Joseph von (1749–1814), Mediziner, Leibarzt des Königs von Bayern
- Besnard, Gérard (* 1945), französischer Radrennfahrer
- Besnard, Gustave (1833–1903), französischer Konteradmiral, Marineminister
- Besnard, Joseph (1834–1905), französischer Glasmaler
- Besnard, Marie (1896–1980), französische Angeklagte in Mordprozess
- Besnard, René (1879–1952), französischer Politiker (PRRRS), Minister, Senator und Mitglied der Abgeordnetenkammer, Botschafter
- Besnard, Serge (1949–2002), französischer Fußballspieler
- Besnecker, Hieronymus († 1749), böhmischer Zisterzienser und Abt des Klosters Osek (1726–1749)
- Besnehard, Dominique (* 1954), französischer Schauspieler und Casting-Direktor
- Besnier, Emmanuel (* 1970), französischer Unternehmer
- Besnier, Ernest (1831–1909), französischer Dermatologe
- Besnier, Maurice (1873–1933), französischer Althistoriker
- Besnyő, Éva (1910–2003), ungarisch-niederländische Fotografin

### Beso
- Besobrasow, Pjotr Alexejewitsch (1845–1906), russischer Admiral
- Besobrasow, Wladimir Michailowitsch (1857–1932), russischer General der Kavallerie
- Besobrasow, Wladimir Pawlowitsch (1828–1889), russischer Nationalökonom
- Besobrasowa, Marija Wladimirowna (1857–1914), russische Philosophin
- Besoigne, Jérôme (1686–1763), jansenistischer Schriftsteller
- Beşok, Hüseyin (* 1975), türkischer Basketballspieler
- Besold, Anton (1904–1991), deutscher Politiker (BP, CSU), MdB
- Besold, Christoph (1577–1638), deutscher Jurist und Staatsgelehrter
- Besold, Hans (1893–1974), deutscher Elektrotechniker
- Besold, Hieronymus († 1562), lutherischer Theologe
- Besold, Johann George (1580–1625), deutscher Jurist und Privatrechtler
- Besombes, Jacques, französischer Moraltheologe
- Besong, Paul-Philipp (* 2000), deutsch-kamerunischer FußballspielerPaul-Philipp Besong (* 2000)

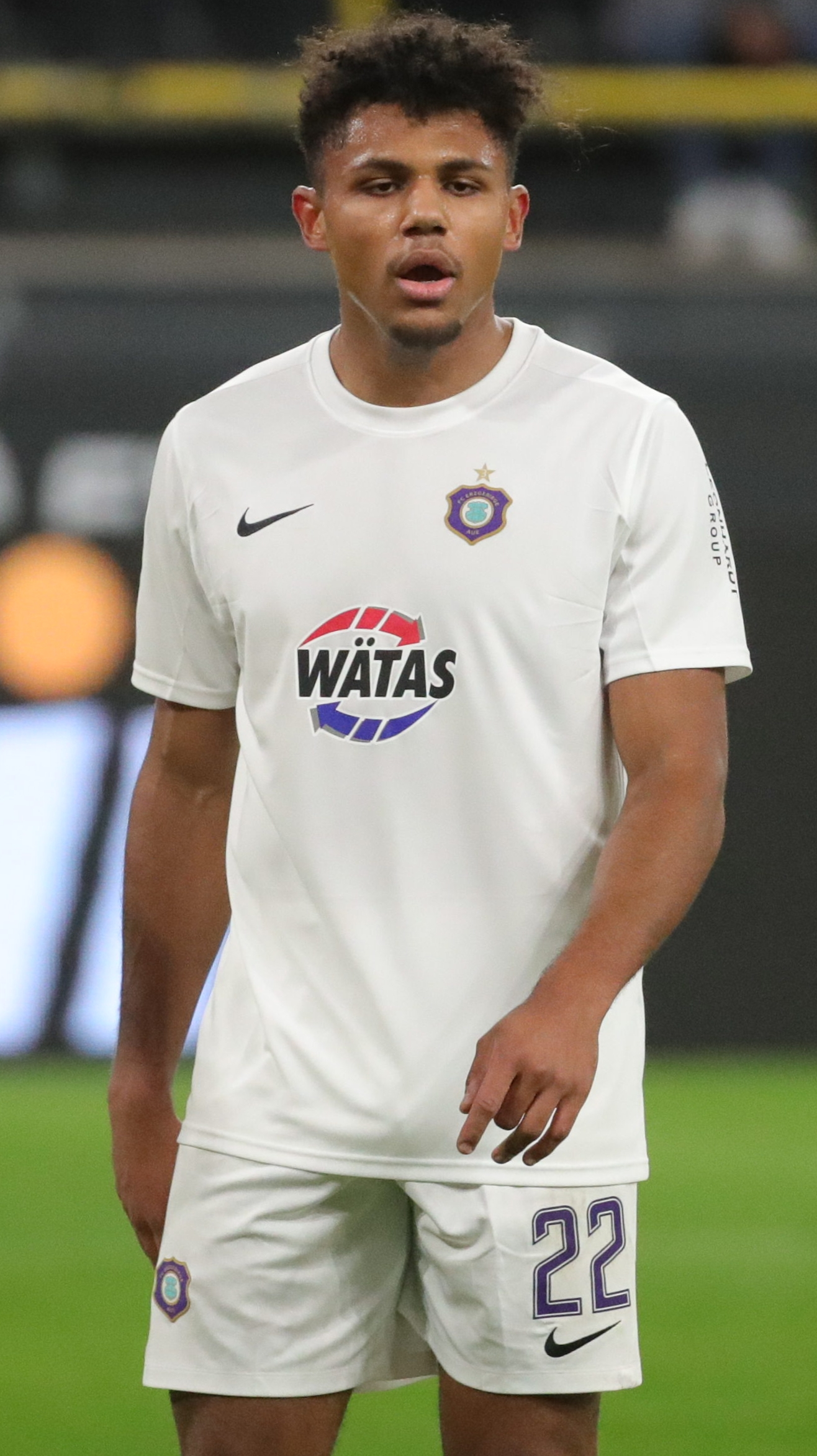
Paul-Philipp Besong (* 2000)

- Besostri, Felice (1944–2024), italienischer Jurist und Politiker
- Besou, Hussain (* 2011), syrischer Schachspieler
- Besozzi, Alessandro (1702–1793), italienischer Oboist und Komponist
- Besozzi, Antonio (1714–1781), italienischer Oboist
- Besozzi, Carlo (1738–1791), italienischer Oboist und Komponist
- Besozzi, Gaetano († 1798), italienischer Oboist und Komponist
- Besozzi, Gioacchino (1679–1755), Zisterzienserabt und Kardinal
- Besozzi, Girolamo († 1788), italienischer Oboist, Fagottist und Komponist
- Besozzi, Giuseppe (1686–1760), italienischer Oboist und Komponist
- Besozzi, Guillermo (* 1961), uruguayischer Politiker, Unternehmer und Polospieler
- Besozzi, Louis Désiré (1814–1879), französischer Komponist, Organist und Pianist
- Besozzi, Nino (1901–1971), italienischer Schauspieler

### Besp
- Bespalovs, Vladimirs (* 1988), lettischer Fußballspieler
- Bespalow, Alexander Gennadjewitsch (* 1981), russischer Radrennfahrer
- Bespalow, Innokenti Fjodorowitsch (1877–1959), russisch-sowjetischer Architekt, und Bildhauer
- Bespalow, Nikita Wiktorowitsch (* 1987), russischer Eishockeytorwart
- Bespalowa, Marija Alexandrowna (* 1986), russische Hammerwerferin
- Besplas, Joseph-Marie-Anne Gros de (1734–1783), französischer Theologe
- Besputin, Alexander Alexandrowitsch (* 1991), russischer Boxer

### Besr
- Besredka, Alexandre (1870–1940), französischer Mediziner
- Besret, Bernard (* 1935), französischer Autor und Daoist, ehemaliger Mönch und Prior der Abtei Boquen
- Besrodny, Artjom Anatoljewitsch (1979–2016), russischer Fußballspieler
- Besrukow, Ruslan Kemilewitsch (* 2002), russischer Fußballspieler
- Besrukow, Sergei Witaljewitsch (* 1973), russischer Film- und TheaterschauspielerSergei Witaljewitsch Besrukow (* 1973)

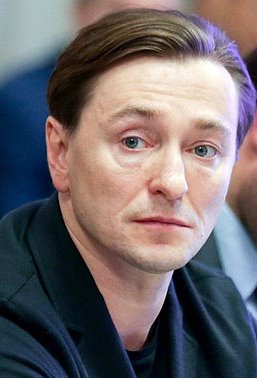
Sergei Witaljewitsch Besrukow (* 1973)

- Besrukowa, Anastassija Dmitrijewna (* 2004), russische Schauspielerin und Model

### Bess
- Bess (* 1993), finnische Sängerin
- Bess of Hardwick (1527–1608), Countess of Shrewsbury
- Bess, Bernhard (1863–1939), deutscher Theologe und Bibliothekar
- Bess, Daniel (* 1977), US-amerikanischer Schauspieler
- Bess, Gordon (1929–1989), US-amerikanischer Comiczeichner
- Bess, Henning (* 1947), deutscher Flottillenadmiral (Marine der Bundeswehr)
- Beß, Jane (* 1891), deutsche Drehbuchautorin und Filmproduzentin
- Bessa Taipa, António Maria (* 1942), portugiesischer Geistlicher, Weihbischof in Porto
- Bessa, Carla (* 1967), brasilianische Schriftstellerin, Übersetzerin, Regisseurin und Theaterschauspielerin
- Bessa, Éber Henrique Ferreira de (* 1992), brasilianischer Fußballspieler
- Bessa, Lurdes Maria (* 1973), osttimoresische Diplomatin und Politikerin
- Bessa, Pancrace (1772–1846), französischer Künstler und Illustrator
- Bessa-Luís, Agustina (1922–2019), portugiesische Schriftstellerin
- Bessaga, Czesław (1932–2021), polnischer Mathematiker
- Bessai, Horst (1956–2020), deutscher Forscher und Entwickler im Bereich der Nachrichtentechnik
- Bessaïh, Boualem (1930–2016), algerischer Politiker und Diplomat
- Bessala, Joseph (1941–2010), kamerunischer Boxer
- Bessala, Luc (* 1985), kamerunischer Fußballspieler
- Bessalko, Pawel Karpowitsch (1887–1920), russischer Schriftsteller und Revolutionär
- Bessan, Jules (* 1979), beninischer Schwimmer
- Bessard, Agathe (* 1999), französische Skeletonpilotin
- Bessard, Pierre (* 1975), Schweizer Publizist und Ökonom
- Bessarion († 1472), byzantinischer Theologe und HumanistBessarion († 1472)

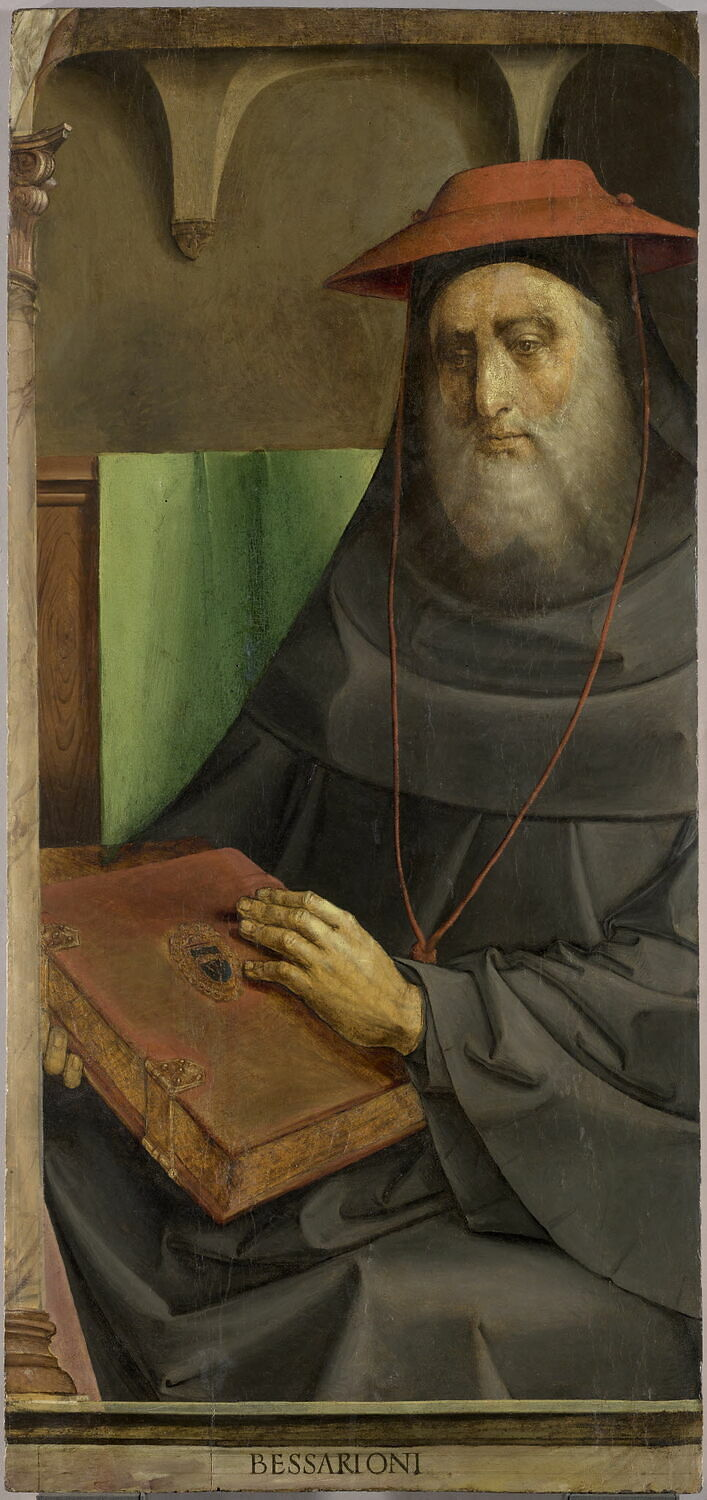
Bessarion († 1472)

- Bessarion der Große, ägyptischer Anachoret und Wundertäter
- Bessau, Georg (1884–1944), deutscher Kinderarzt und Hochschullehrer
- Besse, Ariel (1965–2022), französische Schauspielerin
- Besse, Eugène (1881–1919), französischer Marathonläufer
- Besse, Frederik (* 1991), Schweizer Journalist und Hauptmann in der Schweizer Armee
- Besse, Gaspard de (1757–1781), französischer Räuber
- Besse, Georges (1927–1986), französischer Manager, Direktor der Renault-Werke in Frankreich (1985–1986)
- Besse, Grant (* 1994), US-amerikanischer Eishockeyspieler
- Besse, Guillaume (* 1976), französischer Eishockeyspieler
- Besse, Jean-Martial (1861–1920), französischer römisch-katholischer Geistlicher, Theologe, Benediktiner, Ordenshistoriker und konservativer Intellektueller
- Besse, Otto (1881–1965), deutscher Architekt
- Besse, Pierre de (1567–1639), französischer römisch-katholischer Theologe und Prediger
- Besse, William (* 1968), Schweizer Skirennfahrer
- Besseberg, Anders (* 1946), norwegischer Biathlet und Biathlonfunktionär
- Besseda, Sergei Orestowitsch (* 1954), russischer Generaloberst (FSB)
- Bessedina, Darja Stanislawowna (* 1988), russische Oppositionspolitikerin
- Bessedowski, Grigori Sinowjewitsch (* 1896), sowjetischer Diplomat und Überläufer
- Besseghi, Angelo Michele (1670–1744), italienischer Violinist und Komponist des Barock
- Besseghier, Chafik (* 1989), französischer Eiskunstläufer
- Bessel, Bernhard (1814–1868), ostwestfälischer Landrat, Reichstagsabgeordneter
- Bessel, Carl Friedrich (1779–1837), deutscher Theaterschauspieler
- Bessel, Carl Wilhelm von (1727–1800), preußischer Kammerbeamter
- Bessel, Ehmi (1904–1988), deutsche Theater- und Filmschauspielerin
- Bessel, Ernst (1906–1989), deutscher Politiker (SPD), MdL
- Bessel, Franz (1825–1883), deutscher Hochschullehrer
- Bessel, Friedrich Wilhelm (1784–1846), deutscher Astronom, Mathematiker und GeodätFriedrich Wilhelm Bessel (1784–1846)

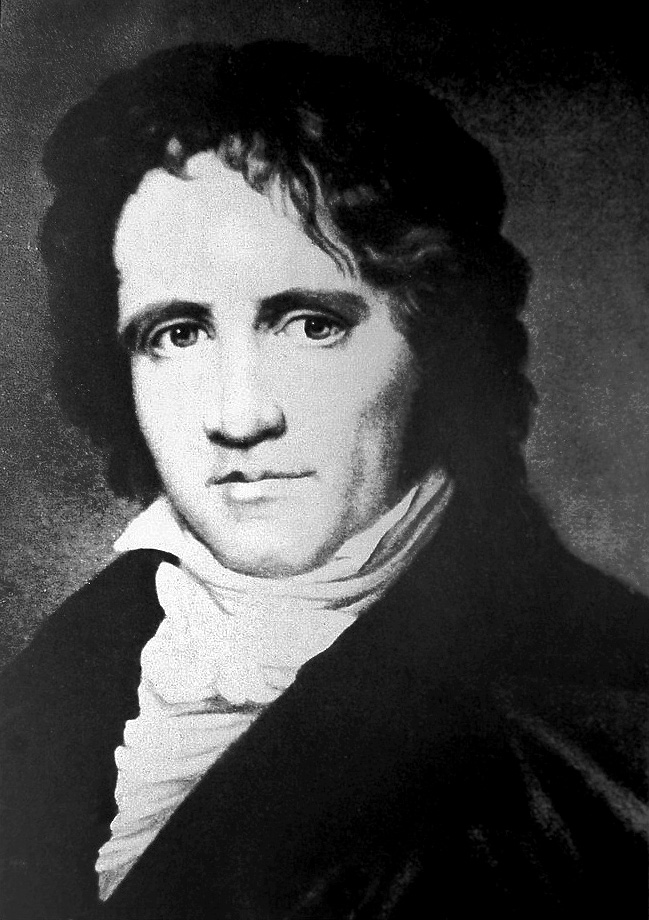
Friedrich Wilhelm Bessel (1784–1846)

- Bessel, Gottfried (1672–1749), deutsch-österreichischer Benediktiner, Abt und Historiker
- Bessel, Heinrich (1603–1671), Kanzler des Fürstentums Minden und des harburgischen Landesanteils des Fürstentums Lüneburg
- Bessel, Herbert (1921–2013), deutscher Maler und Grafiker
- Bessel, Johann Friedrich (1755–1833), deutscher Theaterschauspieler
- Bessel, Julius von (1827–1870), Oberst in preußischen Diensten
- Bessel, Richard (* 1948), US-amerikanisch-britischer Historiker
- Bessel, Rudolf von (1810–1894), preußischer Generalleutnant
- Bessel, Theodor Ludwig (1790–1848), Präsident des Landgerichts Saarbrücken, Konsistorialpräsident in Königsberg
- Bessel-Hagen, Erich (1898–1946), deutscher Mathematiker
- Bessel-Hagen, Fritz Karl (1856–1945), deutscher Chirurg
- Besselaar, Joseph Jacobus van den (1916–1991), niederländischer Altphilologe, Romanist und Lusitanist, der zeitweise in Brasilien lehrte
- Besseler, Heinrich (1900–1969), deutscher Musikwissenschaftler
- Besselink, Gijs (* 2004), niederländischer Fußballspieler
- Bessell, Georg (1891–1976), deutscher Historiker
- Bessell, Hans (1878–1967), deutscher Jurist
- Bessell, Johannes (* 1990), deutscher Para-Leichtathlet
- Besselmann, Jupp (1909–1983), deutscher Boxer
- Bessels, Emil (1847–1888), deutscher Naturforscher und Nordpolfahrer
- Bessemer, Henry (1813–1898), britischer Ingenieur und ErfinderHenry Bessemer (1813–1898)

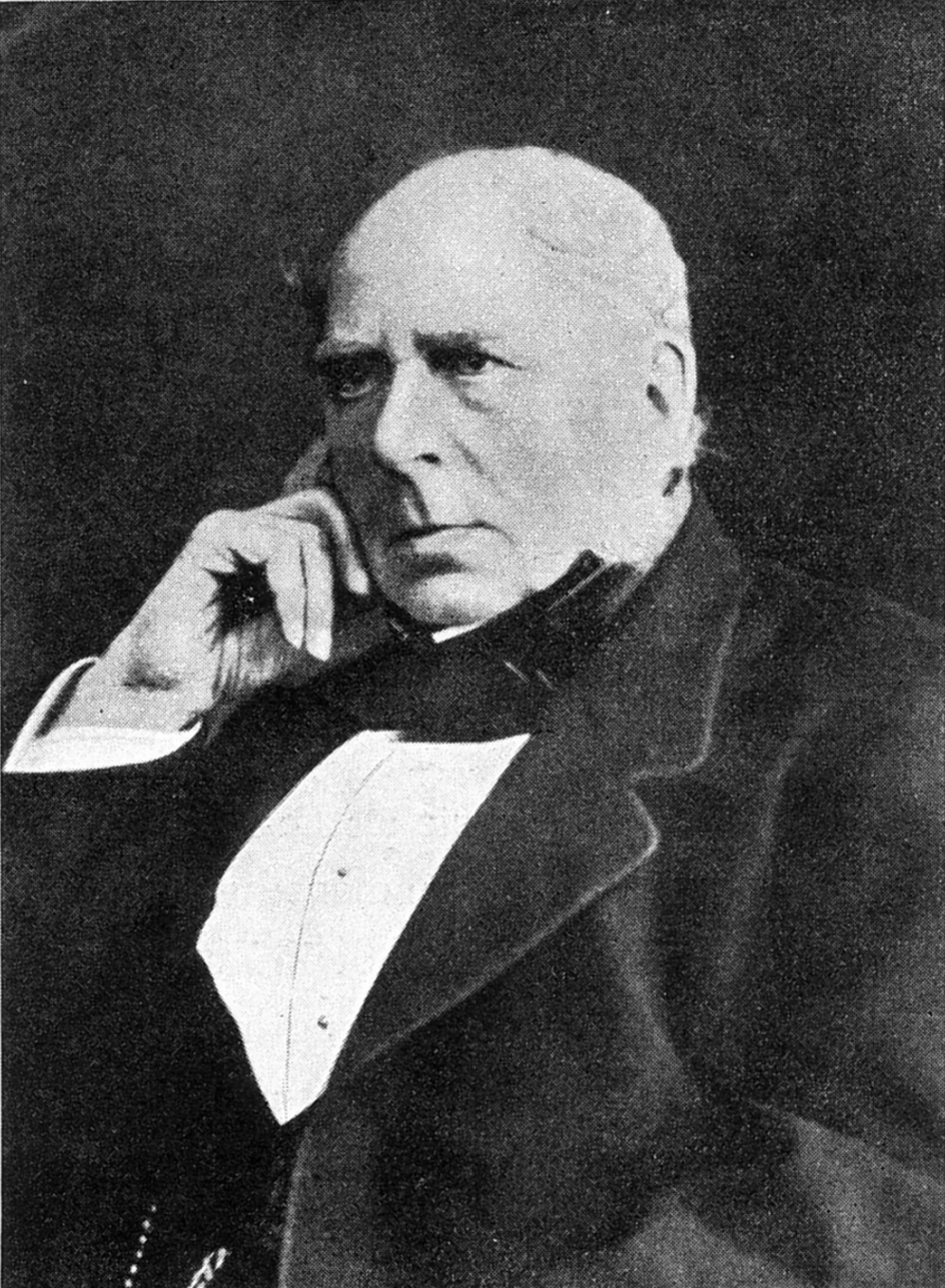
Henry Bessemer (1813–1898)

- Bessems, Jean (* 1945), niederländischer Karambolagespieler
- Bessen, Edgar (1933–2012), deutscher Schauspieler
- Bessenich, Karl (1893–1973), deutscher Botaniker, Landschafts-, Figuren- und Blumenmaler sowie Anthroposoph
- Bessenrodt, Christine (1958–2022), deutsche Mathematikerin
- Bessenrodt, Otto (1897–1971), deutscher Philologe, Heimatkundler, Kulturwissenschaftler, Gymnasiallehrer, Schriftsteller und Publizist
- Bessenrodt-Weberpals, Monika, deutsche Physikerin
- Bessent, Scott (* 1962), US-amerikanischer HedgefondsmanagerScott Bessent (* 1962)

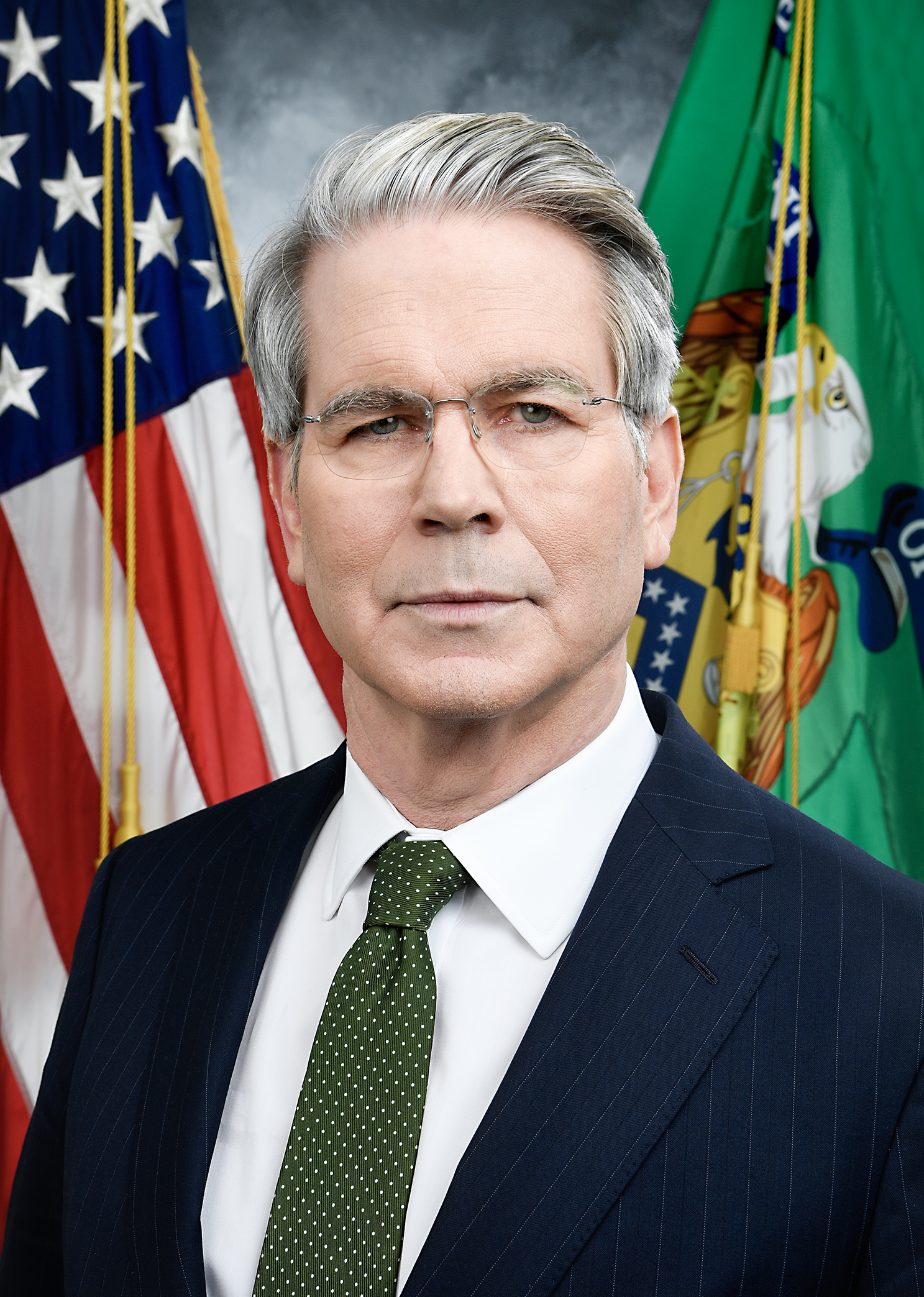
Scott Bessent (* 1962)

- Bessenyei, Ferenc (1919–2004), ungarischer Schauspieler
- Besser, Adolf Friedrich von (1777–1836), preußischer Generalmajor
- Besser, Alexander (1899–1978), deutscher Jurist, Journalist und Schriftsteller
- Besser, Alfred von (1854–1919), preußischer Generalleutnant
- Besser, Carl Christoph (1724–1800), deutscher Architekt und Baumeister
- Besser, Dietmar (1930–2016), deutscher Maschinenbauingenieur und Hochschullehrer
- Besser, Ehrenreich Wilhelm Gottlieb von (1740–1807), preußischer Generalleutnant, Chef des Infanterieregiments Nr. 14, Kommandant der Festung Gaudenz
- Besser, Erich (1890–1972), deutscher Politiker (KPD, SED)
- Besser, Hans, Maler am Hofe des pfälzischen Kurfürsten Friedrich II.
- Besser, Herbert (1882–1939), preußischer Verwaltungsjurist, vertretungsweise Landrat des Landkreises Ottweiler
- Besser, Hermann von (1810–1878), preußischer Generalmajor
- Besser, Joe (1907–1988), US-amerikanischer Komiker und Synchronsprecher
- Besser, Johann Friedrich († 1693), deutscher Orgelbauer
- Besser, Johann Heinrich (1775–1826), deutscher Verleger
- Besser, Johann von (1654–1729), deutscher Dichter und Hofbeamter
- Besser, Julius Hermann (1807–1895), deutscher Verwaltungsbeamter und Parlamentarier
- Besser, Klaus (1919–1995), deutscher Autor, Redakteur und Gastronomiekritiker
- Besser, Klaus (* 1960), deutscher Politiker (SPD), Bürgermeister
- Besser, Leopold (1820–1906), deutscher Nervenarzt, Psychiater und Autor
- Besser, Manfred (1945–2020), deutscher Künstler und Kurator
- Besser, Maximilian (1844–1900), evangelischer Theologe
- Besser, Olaf (* 1964), deutscher Fußballspieler
- Besser, Siegfried (* 1941), deutscher Maler und Grafiker
- Besser, Stuart M, US-amerikanischer Filmproduzent
- Besser, Ursula (1917–2015), deutsche Hochschulpolitikerin (CDU), MdA
- Besser, Wilhelm Friedrich (1816–1884), deutscher lutherischer Theologe und Geistlicher
- Besser, Wilhelm Heinrich von (1771–1829), preußischer Oberst, Kommandeur des 5. Kürassier-Regiments
- Besser, Wilibald Swibert Joseph Gottlieb von (1784–1842), österreichischer Botaniker und Entomologe
- Besser-Güth, Anke (1940–2019), deutsche Bildhauerin, Keramikerin und Malerin
- Besserer von Thalfingen, Albrecht (1787–1839), bayerischer Generalmajor sowie Kriegsminister
- Besserer von Thalfingen, Johann Jakob (1753–1834), Bürgermeister der Stadt Augsburg
- Besserer von Thalfingen, Marx Christoph (1678–1738), Bürgermeister von Ulm
- Besserer, Eugenie (1868–1934), US-amerikanische Film- und Theaterschauspielerin
- Besserer, Georg (1544–1604), deutscher evangelischer Theologe
- Besserer, Heinrich (1916–2001), deutscher Unternehmer
- Besserer, Wilhelm († 1601), deutscher Maler und Kartograph
- Besserglick, Debbi (1955–2005), israelische Schauspielerin und Synchronsprecherin
- Bessert, Diethelm (* 1955), deutscher Tischtennisspieler
- Bessert, Jeanne († 1856), Bürgerin von Genf
- Besses i Bonet, Antoni (* 1945), katalanischer klassischer Pianist und Komponist
- Besset, Jean-Marie (* 1959), französischer Dramatiker und Drehbuchautor
- Besset, Jean-Paul (* 1946), französischer Journalist und Politiker der Les Verts, MdEP
- Besset, Maurice (1921–2008), französischer Kunsthistoriker
- Bessette, André (1845–1937), Laienbruder der Kongregation vom Heiligen Kreuz, Heiliger
- Bessette, Gérard (1920–2005), frankokanadischer Schriftsteller und Hochschullehrer
- Bessette, Hélène (1918–2000), französische Autorin
- Bessette, Lyne (* 1975), kanadische Radrennfahrerin
- Bessette-Kennedy, Carolyn (1966–1999), Ehefrau des US-amerikanischen Juristen und Verlegers John F. Kennedy juniorCarolyn Bessette-Kennedy (1966–1999)

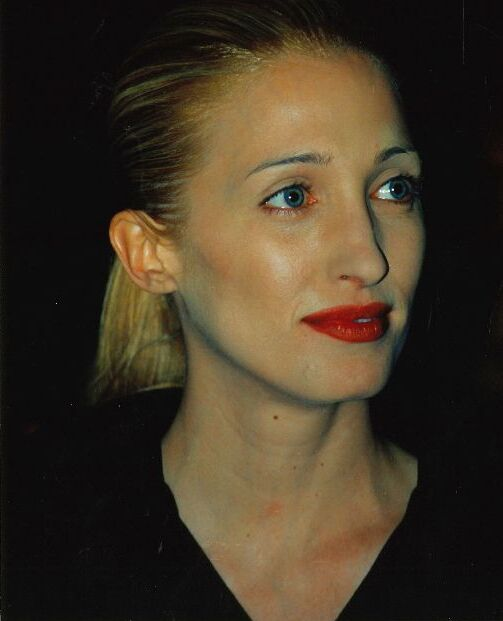
Carolyn Bessette-Kennedy (1966–1999)

- Bessey, Charles Edwin (1845–1915), US-amerikanischer Botaniker und Mykologe
- Bessho, Makiko (* 1934), japanische Schriftstellerin
- Bessi Dogbo, Ignace (* 1961), ivorischer Geistlicher und römisch-katholischer Erzbischof von Abidjan
- Bessi, Giuseppe (1857–1922), italienischer Bildhauer
- Bessia, Daniela (* 1989), argentinisch-italienische Schauspielerin
- Bessie, Alvah (1904–1985), US-amerikanischer Schauspieler, Übersetzer, Schriftsteller und Drehbuchautor
- Bessière, Amiel-François (1869–1923), französischer Geistlicher und römisch-katholischer Bischof von Constantine-Hippone
- Bessières, Charles (1826–1901), französisch-schweizerischer Bankier und Politiker
- Bessières, Jean-Baptiste (1768–1813), französischer General
- Bessières, Julien (1777–1840), französischer Politiker und Diplomat
- Bessières, Léon († 1978), französischer Radrennfahrer
- Bessilé, Loïc (* 1999), togoisch-französischer Fußballspieler
- Bessin, Birgit (* 1978), deutsche Politikerin (AfD), MdL
- Bessin, Ilka (* 1971), deutsche KomikerinIlka Bessin (* 1971)

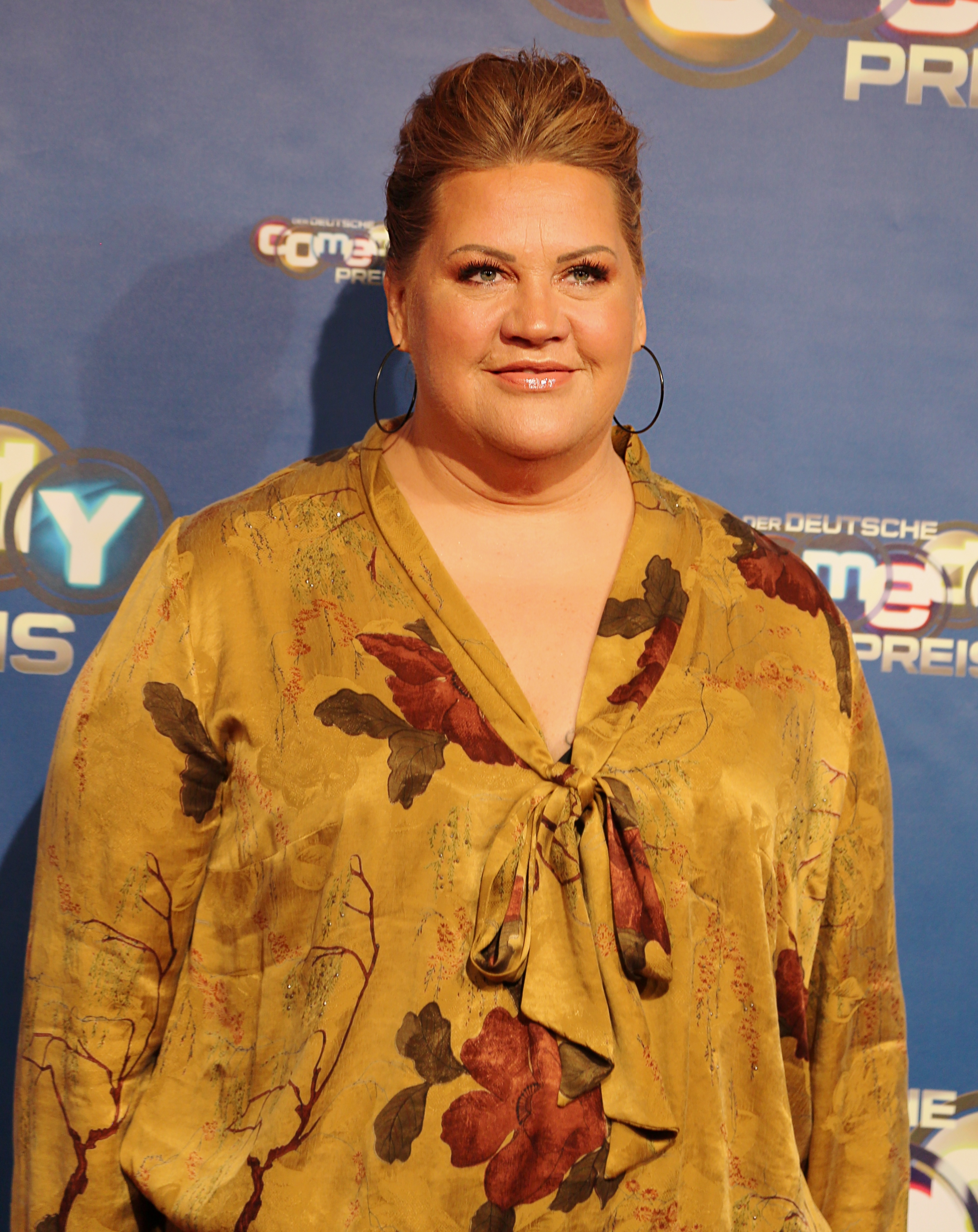
Ilka Bessin (* 1971)

- Bessing, Joachim (* 1971), deutscher Schriftsteller
- Bessinger, Niko (1948–2008), namibischer Architekt, Politiker und Minister für Umwelt- und Tourismus
- Bessire, Abbé (1922–1999), Schweizer Theologe, Komponist, Liedarrangeur und Musiker
- Bessire, Paul-Otto (1880–1958), Schweizer Historiker und Schriftsteller
- Bessler, Albert (1905–1975), deutscher Schauspieler, Theaterregisseur, Autor und Dramaturg
- Bessler, Johann (1681–1745), deutscher Erfinder
- Bessler, John (* 1967), US-amerikanischer Rechtswissenschaftler und Hochschullehrer
- Beßler, Otto (1909–1972), deutscher Apotheker und Professor für Pharmakognosie
- Bessler, Wolfgang (* 1953), deutscher Ökonom und Hochschullehrer
- Beßlich, Barbara (* 1970), deutsche Literaturwissenschaftlerin
- Beßling, Rainer (* 1954), deutscher Kunstkritiker und Kulturjournalist
- Bessmelnizyn, Wassili Wiktorowitsch (* 1975), russischer Skirennläufer
- Bessmer, Felizian (1884–1964), Schweizer katholischer Theologe und Redaktor
- Bessmer, Julius (1864–1924), schweizerischer Jesuit, Hochschullehrer, Schriftsteller und Religionspsychologe
- Bessmertnaja, Marianna Sergejewna (1915–1991), russisch-sowjetische Mineralogin, Geologin, Petrologin und Petrographin
- Bessmertnowa, Natalja Igorewna (1941–2008), russische Balletttänzerin
- Bessmertny, Alexander (1888–1943), deutscher Schriftsteller
- Bessmertny, Marie (1854–1934), deutsche Schriftstellerin
- Bessmertnych, Alexander Alexandrowitsch (* 1933), russischer Politiker und Diplomat
- Bessmertnych, Alexander Andrejewitsch (* 1986), russischer Skilangläufer
- Bessmertnyj, Roman (* 1965), ukrainischer Politiker
- Besso, Guadalupe (* 1998), argentinische Schachspielerin
- Besso, Michele (1873–1955), schweizerisch-italienischer Ingenieur
- Bessoir, Emily (* 2001), deutsche Basketballspielerin
- Besson, Airelle (* 1978), französische Jazzmusikerin
- Besson, Benno (1922–2006), Schweizer Schauspieler, Regisseur und TheaterleiterBenno Besson (1922–2006)

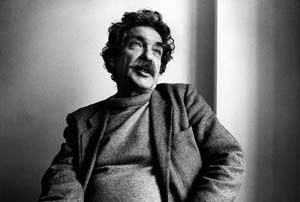
Benno Besson (1922–2006)

- Besson, Benoît (1876–1969), französischer Offizier, General
- Besson, Bruno (* 1979), französischer Autorennfahrer
- Besson, Colette (1946–2005), französische Sprinterin und Olympiasiegerin
- Besson, François (1859–1927), Schweizer Landwirt und Politiker
- Besson, Frank S., Jr. (1910–1985), US-amerikanischer Offizier, General der US Army
- Besson, Gérard (1942–2023), trinidadischer Schriftsteller und Verleger
- Besson, Gérard (* 1955), französischer Mathematiker
- Besson, Giuliano (* 1950), italienischer Skirennläufer und Unternehmer
- Besson, Hugo (* 2001), französischer Basketballspieler
- Besson, Jacques, französischer Mathematiker und Ingenieur
- Besson, Jacques (1918–1984), Schweizer Radrennfahrer
- Besson, Jacques-François (1756–1842), Bischof von Metz
- Besson, Juliette (* 1987), französische Schauspielerin
- Besson, Luc (* 1959), französischer Filmregisseur, Filmproduzent und AutorLuc Besson (* 1959)

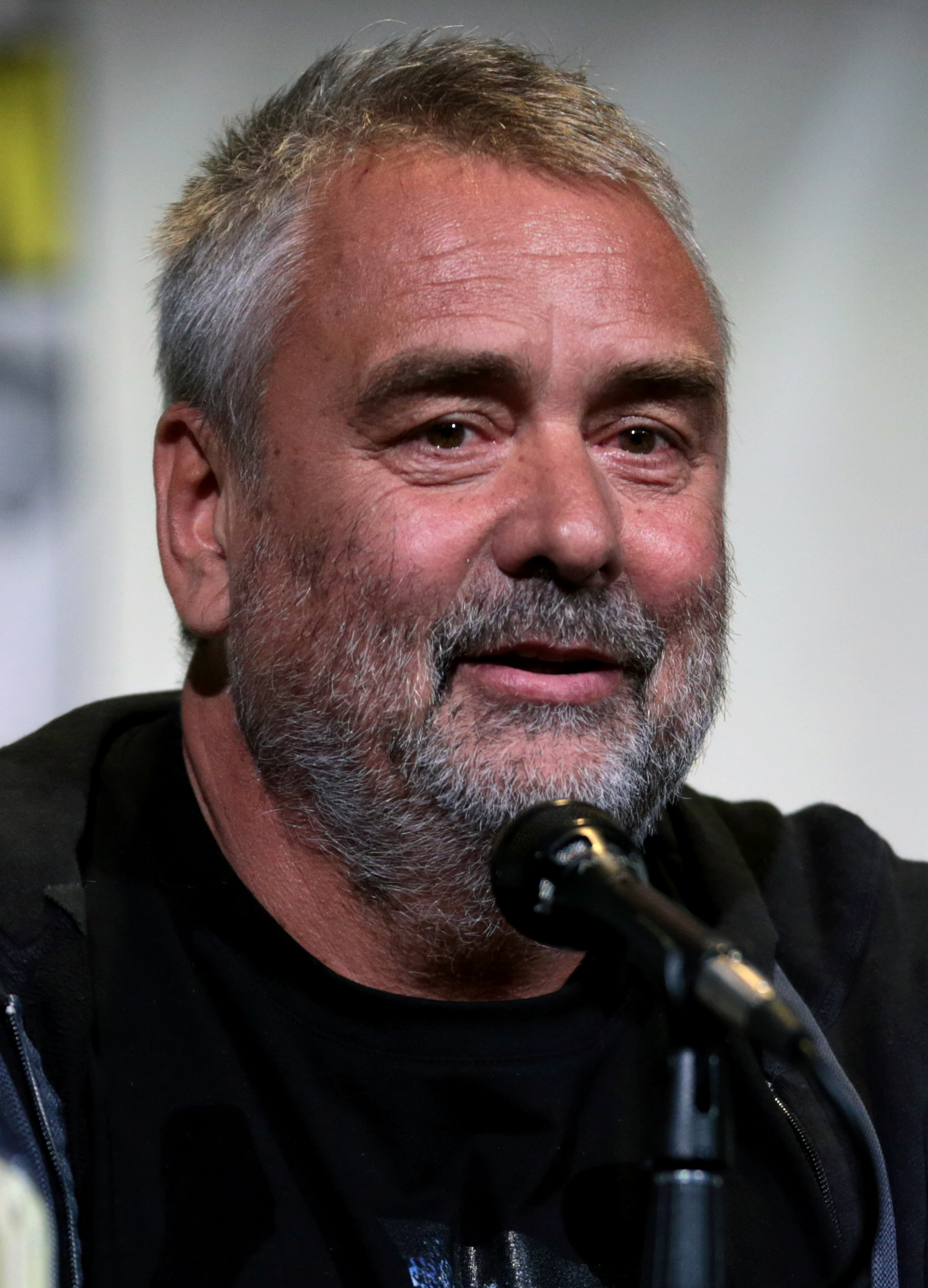
Luc Besson (* 1959)

- Besson, Madeleine (* 1984), französische Filmkomponistin und Schauspielerin
- Besson, Marius (1876–1945), Schweizer Geistlicher, römisch-katholischer Bischof von Lausanne-Genf-Freiburg
- Besson, Patrick (* 1956), französischer Schriftsteller und Journalist
- Besson, Paul-Henri (1829–1877), Schweizer evangelischer Geistlicher und Dichter
- Besson, Philippe (* 1962), deutscher Regisseur
- Besson, Philippe (* 1967), französischer Schriftsteller
- Besson, Pierre (* 1967), deutscher Schauspieler
- Besson, René (1933–2001), Schweizer Schauspieler
- Besson, Samantha (* 1973), schweizerisch-britische Rechtswissenschaftlerin und Hochschullehrerin
- Besson, Tatjana (* 1961), deutsche Musikerin, Bassistin, DDR-Oppositionelle, Schauspielerin
- Besson, Thalia (* 2001), französische Schauspielerin und Model
- Besson, Waldemar (1929–1971), deutscher Historiker, Politikwissenschaftler und Publizist
- Besson-Silla, Virginie (* 1972), kanadisch-französische FilmproduzentinVirginie Besson-Silla (* 1972)

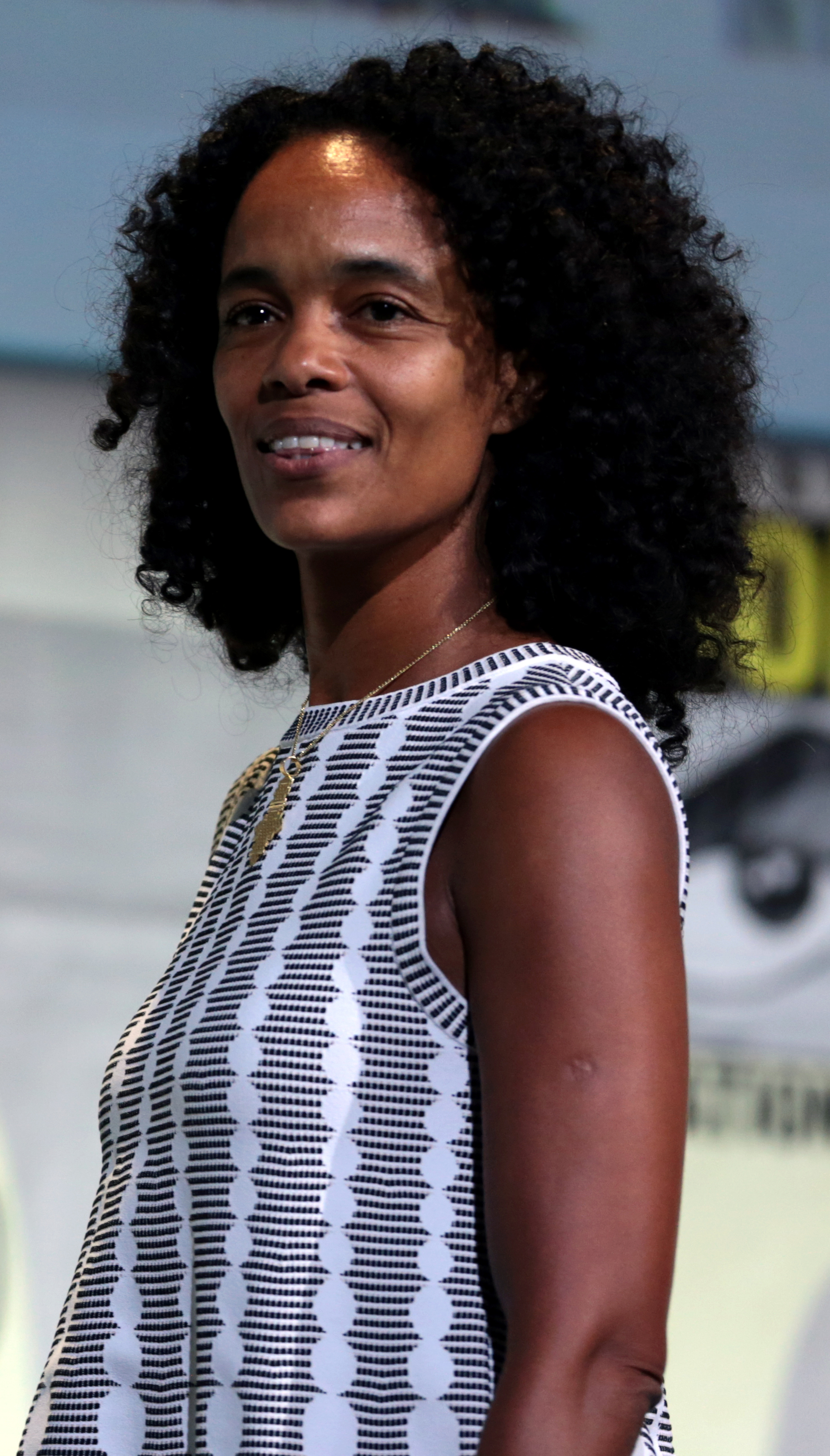
Virginie Besson-Silla (* 1972)

- Bessone Aurelj, Antonietta Maria (* 1869), italienische Autorin, Kunstschriftstellerin und Miniaturmalerin
- Bessone, Emma (* 1862), italienische Primaballerina
- Bessone, Lorenzo (1904–1976), italienischer römisch-katholischer Ordensgeistlicher und Bischof von Meru
- Bessone, Massimo (* 1969), italienischer Politiker
- Bessonow, Gennadi Petrowitsch (* 1944), sowjetischer Dreispringer
- Bessonow, Gennadi Weniaminowitsch (* 1954), sowjetischer Gewichtheber
- Bessonow, Jewgeni Iwanowitsch (* 1968), russischer Politiker (Kommunistische Partei), Duma-Abgeordneter
- Bessonow, Nikolai Nikolajewitsch (1868–1919), russischer orthodoxer Bischof, Politiker und Publizist
- Bessonow, Pjotr Alexejewitsch (1828–1898), russischer Geschichtsforscher
- Bessonow, Sergei Alexejewitsch (1892–1941), sowjetischer Politiker und Diplomat
- Bessonow, Wolodymyr (* 1958), sowjetisch-ukrainischer Fußballspieler und -trainer
- Bessonowa, Hanna (* 1984), ukrainische Einzelgymnastin
- Bessonowa, Olga Ernestowna (* 1958), sowjetisch-russische Ökonomin und Soziologin
- Bessos († 329 v. Chr.), Verwandter des persischen Großkönigs Dareios III. Codomannus und Satrap in Baktrien
- Bessou, Justin (1845–1918), französischer römisch-katholischer Geistlicher und Schriftsteller okzitanischer Sprache
- Bessow, Oleg Wladimirowitsch (* 1933), russischer Mathematiker
- Bessubenkow, Gennadi Iwanowitsch (* 1949), russischer Opernsänger (Bass)
- Bessy (* 1957), griechische Pop- und Schlagersängerin
- Bessy, Claude (1945–1999), französischer Autor, Sänger und Musikvideoproduzent
- Bessy, Cyril (* 1986), französischer Straßenradrennfahrer
- Bessy, Frédéric (* 1972), französischer Radrennfahrer

### Best
- Best Maugard, Adolfo (1891–1964), mexikanischer Künstler und Filmregisseur
- Best, Ahmed (* 1973), US-amerikanischer Synchronsprecher, Schauspieler und MusikerAhmed Best (* 1973)

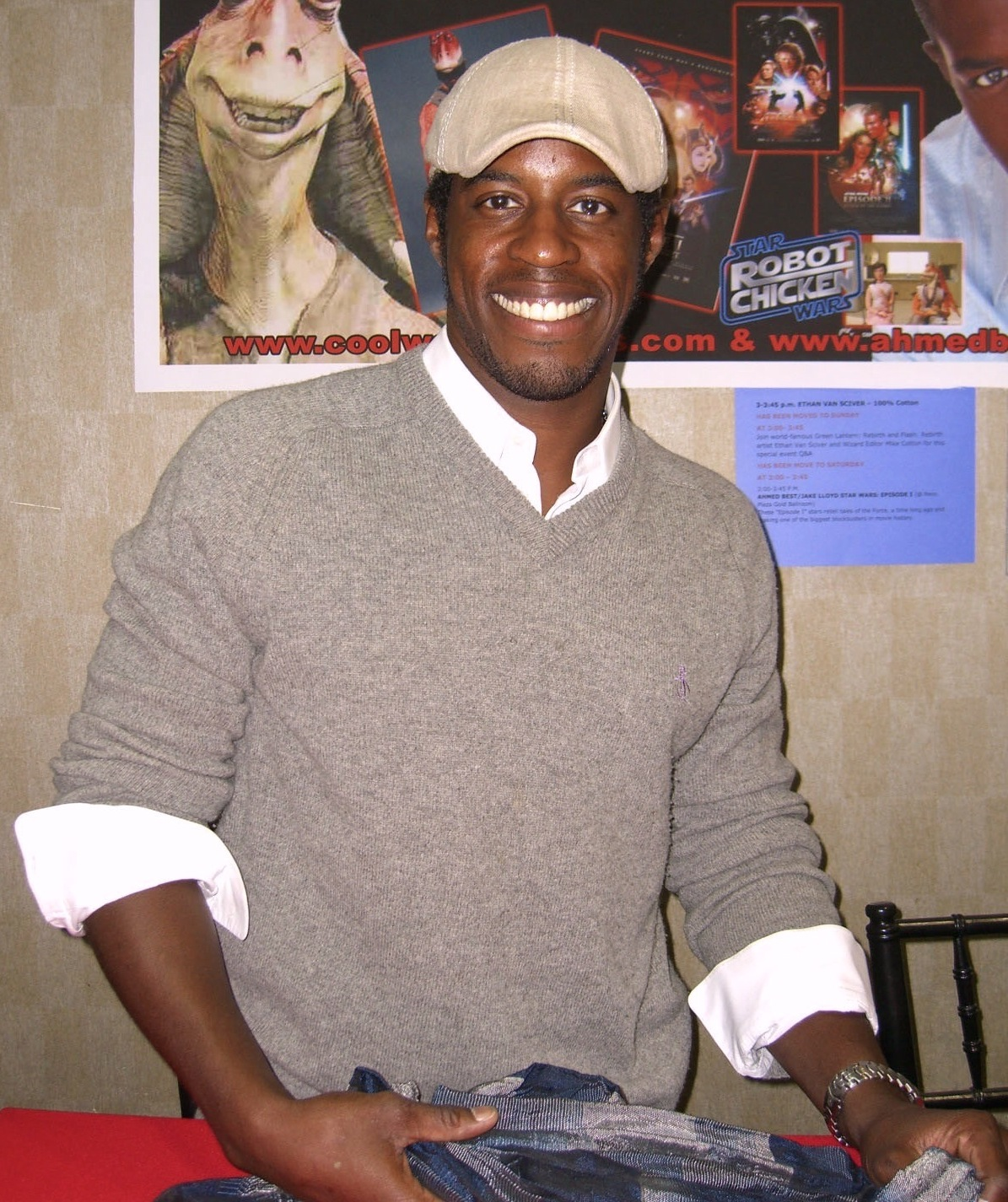
Ahmed Best (* 1973)

- Best, Ben (1974–2021), US-amerikanischer Drehbuchautor und Schauspieler
- Best, Benjamin (* 1976), deutscher Journalist und Autor
- Best, Carl Conrad (1765–1836), königlich hannoverischer Generalmajor, Chef des 7. hannoverschen Infanterie-Regiments
- Best, Charles (1899–1978), kanadischer Physiologe und Biochemiker
- Best, Clyde (* 1951), bermudischer Fußballspieler
- Best, Cor de (1918–2006), niederländischer Radrennfahrer
- Best, David (* 1943), englischer Fußballtorhüter
- Best, Denzil (1917–1965), US-amerikanischer Jazz-Schlagzeuger
- Best, Edna (1900–1974), britische Schauspielerin
- Best, Elke (* 1956), deutsche Schlagersängerin
- Best, Elsdon (1856–1931), neuseeländischer Anthropologe
- Best, Eve (* 1971), britische Schauspielerin und Theaterregisseurin
- Best, Frank (* 1964), deutscher Offizier, Brigadegeneral der Luftwaffe der Bundeswehr, Director NATO Advisory and Liaison Team (NALT)
- Best, Franz (1853–1939), deutscher Politiker (NLP); Landtagsabgeordneter des Großherzogtums Hessen
- Best, Fritz (1894–1980), deutscher Maler und Bildhauer
- Best, Georg (1855–1946), deutscher Jurist und Politiker (DNVP, VRP), MdR
- Best, Georg Jakob (1903–2003), deutscher Maler, Grafiker und Bildhauer
- Best, George (1946–2005), nordirischer FußballspielerGeorge Best (1946–2005)

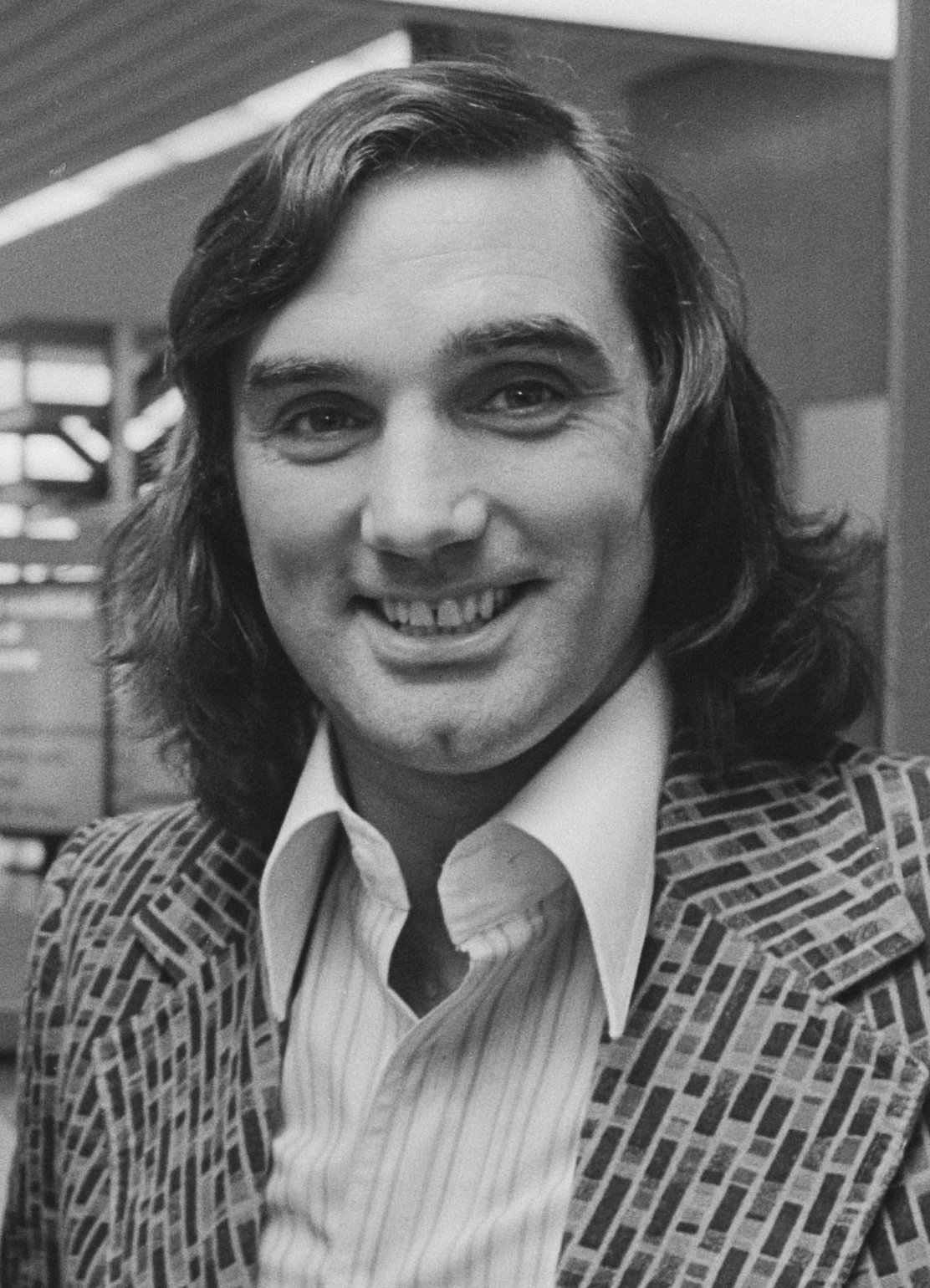
George Best (1946–2005)

- Best, Gerhard (* 1957), deutscher Theologe, Glockensachverständiger, Domkapitular und Autor
- Best, Gregory (* 1964), US-amerikanischer Springreiter und Trainer
- Best, Hans (1874–1942), deutscher Landschafts- und Genremaler
- Best, Hans-Peter (* 1955), deutscher Fußballschiedsrichter
- Best, Heinrich (* 1949), deutscher Soziologe und Hochschullehrer
- Best, Jacob (1786–1861), deutscher Unternehmer und Brauer
- Best, James (1926–2015), US-amerikanischer Schauspieler
- Best, Joel (* 1946), US-amerikanischer Soziologe und Hochschullehrer
- Best, John († 1570), Bischof von Carlisle
- Best, John (1940–2014), englischer und amerikanischer Fußballspieler und -trainer
- Best, John (* 1971), US-amerikanischer Basketballspieler
- Best, John O. (1912–1996), englisch-US-amerikanischer Fußballschiedsrichter und Verbandsfunktionär
- Best, John R. (* 1929), britischer Badmintonspieler
- Best, Johnny (1913–2003), amerikanischer Jazzmusiker
- Best, Justin (* 1997), US-amerikanischer Ruderer
- Best, Karl-Heinz (* 1943), deutscher Sprachwissenschaftler
- Best, Kathleen, englische Tischtennisspielerin
- Best, Kenneth (* 1938), liberianischer Journalist in Liberia und Gambia
- Best, Leanne, britische Film- und Theaterschauspielerin
- Best, Marjorie (1903–1997), US-amerikanische Kostümbildnerin
- Best, Matthew (1957–2025), britischer Opernsänger (Bass) und Dirigent
- Best, Meagan (* 2002), barbadische Squashspielerin
- Best, Michael (* 1956), deutscher Diplomvolkswirt, Programmgruppenleiter Fernsehen Wirtschaft und ARD-Börsenexperte
- Best, Nicole (* 1968), deutsche Triathletin
- Best, Otto Ferdinand (1929–2008), deutscher Germanist, Lektor und Übersetzer
- Best, Paula (1898–1976), deutsche Lehrerin und Schriftstellerin
- Best, Pete (* 1941), britischer Musiker, erster Schlagzeuger der BeatlesPete Best (* 1941)

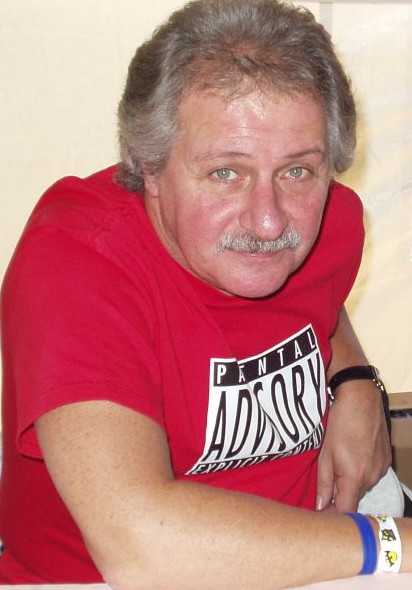
Pete Best (* 1941)

- Best, Phillip (1814–1869), Leiter der Phillip Best Brewing Company
- Best, Richard (1933–2014), britischer Diplomat
- Best, Richard, Baron Best (* 1945), britischer Peer
- Best, Robert (1896–1952), amerikanischer Journalist und Radiopropagandist des Großdeutschen Rundfunks
- Best, Robert Dudley (1892–1984), britischer Designer und Leuchtenhersteller
- Best, Rolf (1906–1981), deutscher Jurist
- Best, Rory (* 1982), nordirischer Rugby-Union-Spieler
- Best, Sigismund Payne (1885–1978), britischer Geheimdienstler, Offizier beim britischen Geheimdienst
- Best, Simon (* 1978), irischer Rugby-Union-Spieler
- Best, Skeeter (1914–1985), US-amerikanischer Jazzgitarrist
- Best, Ted (1917–1992), australischer Sprinter
- Best, Thomas (1889–1938), US-amerikanischer Architekt
- Best, Troy L. (* 1945), amerikanischer Zoologe
- Best, Walter (1905–1984), deutscher, nationalsozialistischer Germanist, Dramaturg und Schriftsteller
- Best, Werner (1903–1989), deutscher Jurist, Polizeichef, SS-Obergruppenführer und Politiker (NSDAP)Werner Best (1903–1989)

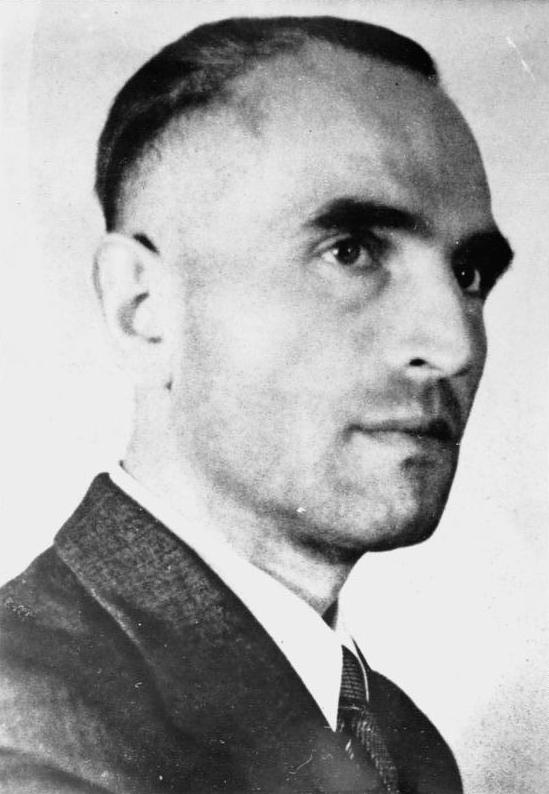
Werner Best (1903–1989)

- Best, Werner (1927–1993), deutscher Politiker (SPD), MdL
- Best, Wilhelm (1859–1939), Provinzialdirektor von Rheinhessen
- Best, William Thomas (1826–1897), englischer Organist
- Best, Willie (1916–1962), US-amerikanischer Schauspieler
- Best, Ziion, amerikanisch-samoanischer Fußballspieler
- Best-Pohl, Anna-Lena (* 1990), deutsche Triathletin
- Besta, Enrico (1874–1952), italienischer Rechts- und Wirtschaftshistoriker
- Besta, Fabio (1845–1922), italienischer Rechts- und Wirtschaftshistoriker
- Besta, Robert (* 1978), deutscher Schauspieler und Regisseur
- Besta, Willibald (1886–1949), deutscher Kunstmaler und Grafiker
- Bestajew, Alimbeg Borissowitsch (1936–1988), sowjetischer Ringer
- Bestajew, Otar (* 1991), kirgisischer Judoka
- Bestajewa, Sinaida (* 1967), georgische Politikerin; Staatsministerin für zivile Integration (2004–2008)
- Beständig, Otto (1835–1917), deutscher Dirigent und Komponist
- Beständig, Otto (1873–1931), deutscher Porträt- und Landschaftsmaler
- Bestar, Maria (* 1981), spanische Popsängerin
- Bestard, Guillem (1881–1969), spanischer Fotograf und Maler
- Beştaş, Meral Danış (* 1967), türkische Politikerin (HDP/DEM)
- Bestaven, Yannick (* 1972), französischer Hochseesegler und IngenieurYannick Bestaven (* 1972)

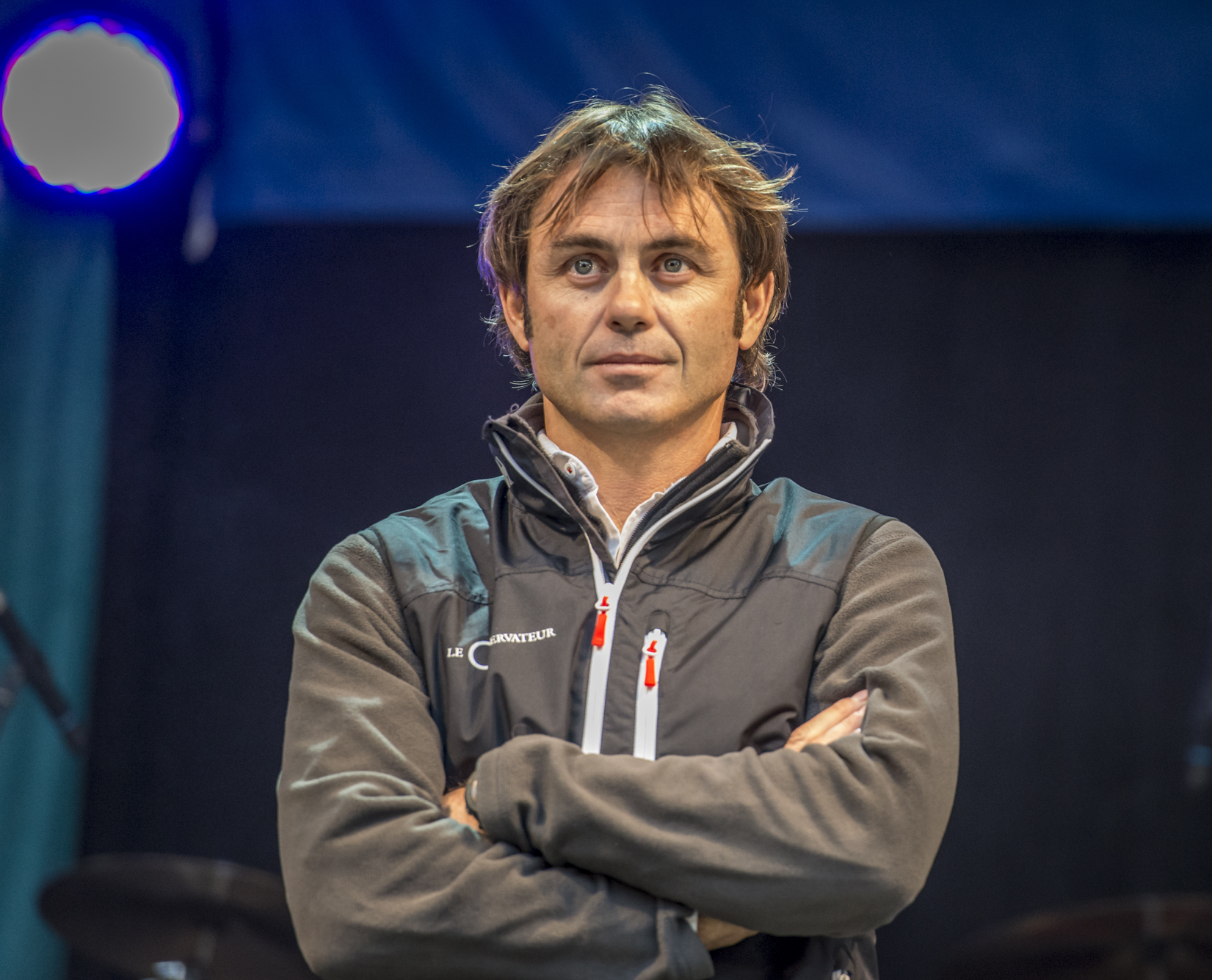
Yannick Bestaven (* 1972)

- Beste, August (1868–1963), deutscher Jurist und Politiker
- Beste, Heinz-Jürgen (* 1957), deutscher Bauforscher
- Beste, Hermann (* 1940), deutscher evangelischer Theologe
- Beste, Jacob (* 1979), US-amerikanischer Biathlet
- Beste, Johannes (1852–1928), deutscher Theologe und Kirchenhistoriker
- Beste, Konrad (1890–1958), deutscher Schriftsteller, Heimatdichter
- Beste, Niklas (* 1999), deutscher Fußballspieler
- Beste, Niklot (1901–1987), deutscher Geistlicher, lutherischer Bischof in der DDR
- Beste, Ralf (* 1966), deutscher Diplomat und JournalistRalf Beste (* 1966)

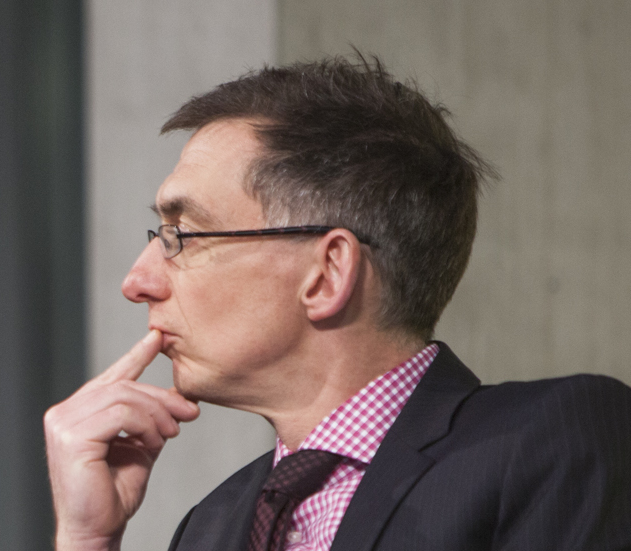
Ralf Beste (* 1966)

- Beste, Theodor (1894–1973), deutscher Ökonom, Professor für Betriebswirtschaftslehre
- Beste, Wilhelm (1817–1889), deutscher Theologe und Pfarrer
- Bestebreurtje, Arie Dirk (1916–1983), niederländischer Eisschnellläufer und Jurist, später US-Soldat und Verbindungsoffizier, danach Pastor
- Bestehorn, Gisela (1926–2022), deutsche Schauspielerin und Synchronsprecherin
- Bestehorn, Heinrich Christian (1831–1907), deutscher Papierwarenfabrikant
- Bestelmeier, Georg Hieronimus (1764–1829), deutscher Versand- und Großhändler
- Bestelmeyer, Adolf (1875–1957), deutscher Experimentalphysiker
- Bestelmeyer, German (1874–1942), deutscher Architekt und Hochschullehrer
- Bestelmeyer, Johann Georg (1785–1852), bayerischer Politiker und Tabakfabrikant
- Bestelmeyer, Wilhelm von (1847–1913), bayerischer Generalstabsarzt der Armee mit dem Rang als Generalleutnant
- Bestemjanowa, Natalja Filimonowna (* 1960), russische Eiskunstläuferin
- Besten, Ad den (1923–2015), niederländischer Schriftsteller und Übersetzer
- Bestenbostel, Cord von († 1621), deutscher Amtsvogt zu Bissendorf
- Bestenbostel, Petrus (1572–1624), deutscher Jurist
- Bestenreiner, Erika (* 1926), österreichische historische Publizistin
- Bestenreiner, Friedrich (* 1924), österreichischer Physiker und Hörspielautor
- Bester, Alfred (1913–1987), US-amerikanischer Science-Fiction-Autor
- Bester, Allan (* 1964), kanadischer Eishockeytorwart
- Bester, Helmut (* 1953), deutscher Wirtschaftswissenschaftler
- Bester, Marinus (* 1969), deutscher Fußballspieler und -funktionär
- Bester, Philip (* 1988), kanadischer Tennisspieler
- Bester, Rudolf (* 1983), namibischer Fußballspieler
- Bester, Willie (* 1956), südafrikanischer Künstler
- Bestereimer, Otto (1900–1967), österreichischer Maler und Künstler
- Besterman, Theodore (1904–1976), britischer Autor und Bibliograf
- Besters-Dilger, Juliane (* 1952), deutsche und österreichische Slawistin
- Bestetti, Giuliana (* 1997), italienische Tennisspielerin
- Bestetti, Pietro (1898–1936), italienischer Radsportler
- Besthorn, Rudolf (1909–1984), deutscher Romanist
- Bestion, Francis (* 1957), französischer Geistlicher und römisch-katholischer Bischof von Tulle
- Bestla, Gary (* 1992), deutscher Schauspieler
- Bestle, Konrad (* 1984), deutscher römisch-katholischer Geistlicher, Rektor des Campo Santo Teutonico
- Bestler, Josef (1925–2018), deutscher Jurist und Kommunalpolitiker (CSU)
- Bestlin, Johann Nepomuk (1768–1831), deutscher katholischer Geistlicher und Theologe
- Bestmann, Frithjof (1898–1990), deutscher lutherischer Geistlicher, Stiftspropst und Heimatforscher
- Bestmann, Hans Jürgen (1925–2005), deutscher Chemiker und Hochschullehrer
- Bestmann, Hugo Johannes (1854–1925), deutscher evangelisch-lutherischer Theologe, Hochschullehrer und Geistlicher
- Bestmann, Tanja (* 1970), deutsche Politikerin (SPD) und MdHB
- Bestow, Samuel L. (1823–1907), US-amerikanischer Politiker
- Bestry, Jan (* 1954), polnischer Politiker, Mitglied des Sejm
- Bestschastnych, Wladimir Jewgenjewitsch (* 1974), russischer Fußballspieler
- Bestué, Jaël (* 2000), spanische Sprinterin
- Bestuschew, Alexander Alexandrowitsch (1797–1837), russischer Schriftsteller
- Bestuschew-Rjumin, Alexei Petrowitsch (1693–1766), russischer Feldmarschall und Reichskanzler
- Bestuschew-Rjumin, Konstantin Nikolajewitsch (1829–1897), russischer Historiker und Hochschullehrer
- Bestuschew-Rjumin, Michail Pawlowitsch (1801–1826), russischer Revolutionär und Anführer des Dekabristenaufstandes
- Bestuschew-Rjumin, Michail Petrowitsch (1688–1760), russischer Diplomat
- Bestvater, Alma (* 1996), deutsche SportkletterinAlma Bestvater (* 1996)

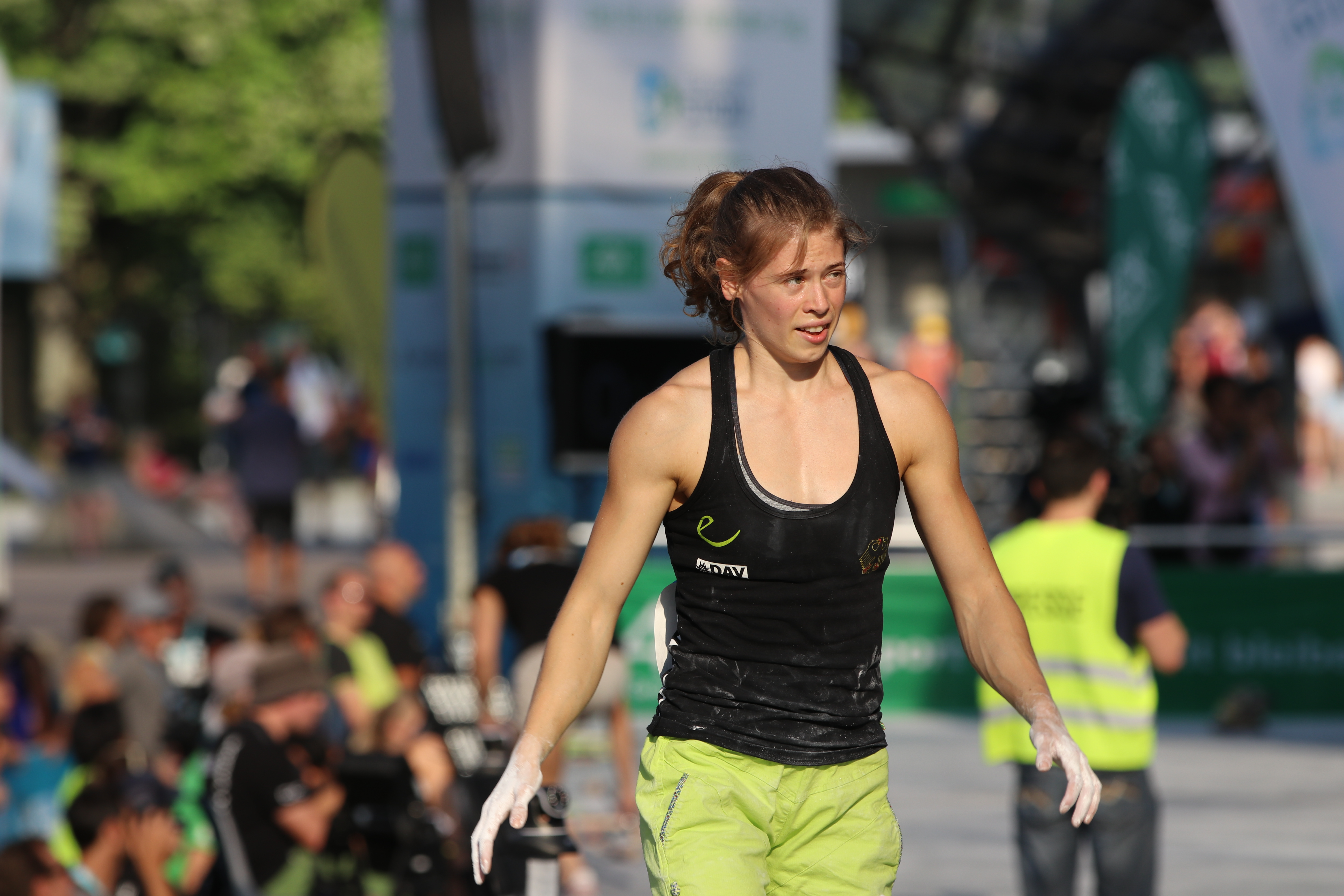
Alma Bestvater (* 1996)

- Bestvater, Thomas (* 1958), Schweizer Schauspieler
- Bestvina, Dušan (* 1981), slowakischer Fußballspieler
- Bestvina, Mladen (* 1959), kroatisch-US-amerikanischer Mathematiker

### Besu
- Besuch, Andy (* 1983), deutscher Kostümbildner bei Theater und Film
- Besuch, Henner, deutscher Kameramann
- Besuden, Eike (* 1948), deutscher Filmregisseur
- Besuden, Heinrich (1924–2019), deutscher Mathematikdidaktiker
- Besuhla, Marjana (* 1988), ukrainische Politikerin (Sluha narodu)
- Besuhlow, Danylo (* 1988), ukrainischer Billardspieler
- Besuijen, Vicente (* 2001), niederländischer Fußballspieler
- Besukladnikow, Wjatscheslaw Jurjewitsch (1968–2001), russischer Eishockeyspieler
- Besus, Roman (* 1990), ukrainischer Fußballspieler
- Besuschkow, Max (* 1997), deutscher FußballspielerMax Besuschkow (* 1997)

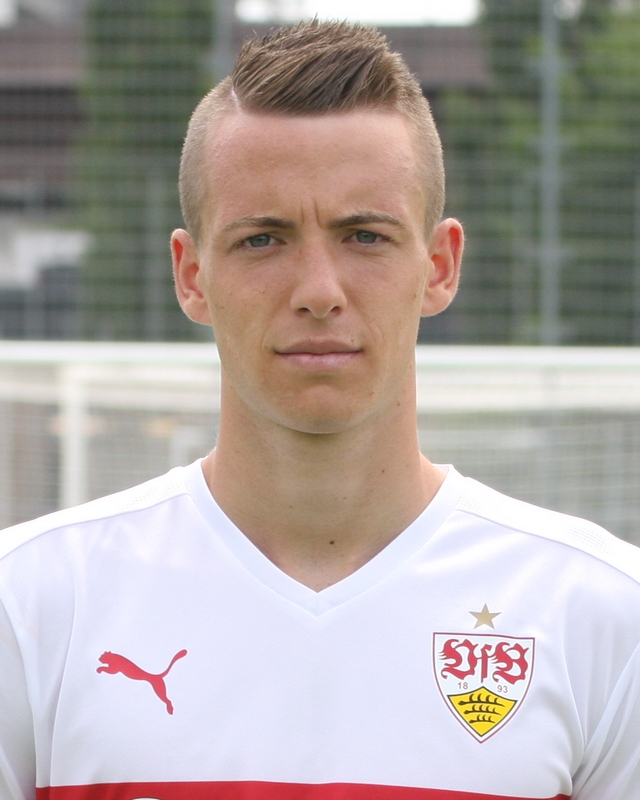
Max Besuschkow (* 1997)

### Besw
- Beswick, Frank, Baron Beswick (1911–1987), britischer Politiker, Mitglied des House of Commons
- Beswick, Gary (* 1977), englischer Fußballschiedsrichterassistent
- Beswick, Martine (* 1941), jamaikanischer Schauspielerin
- Beswick, Tomás (1911–1980), argentinischer Sprinter

### Besy
- Besymenski, Alexander Iljitsch (1898–1973), russischer Dichter
- Besymenski, Lew Alexandrowitsch (1920–2007), russischer Autor, Historiker und Journalist

### Besz
- Beszczynski, Dana (* 1965), US-amerikanischer Basketballtrainer
- Beszedes, Ladislaus (1874–1922), ungarischer Bildhauer